# 2ТЭ116
2ТЭ116 (2-секционный тепловоз с электропередачей, тип 116) — серия магистральных двухсекционных грузовых тепловозов с электрической передачей, производившихся в СССР и (после распада СССР) на Украине Луганским тепловозостроительным заводом (ПАО «Лугансктепловоз», ранее ВЗОР — Ворошиловградский завод имени Октябрьской революции).
Один из самых распространённых грузовых тепловозов в России и странах постсоветского пространства. У железнодорожников получил также прозвища «Горбатый» (за характерную форму крыши), «Фантомас» и «Боинг» (последнее прозвище получил из-за своего звука, на небольшом расстоянии его можно расценить как звук самолёта).

## История создания тепловоза
Основные направления развития народного хозяйства СССР на 1976—1980 годы предусматривали освоение выпуска двухсекционных грузовых магистральных тепловозов мощностью до 8000 лошадиных сил. Прототипом для создания таких локомотивов стал тепловоз 2ТЭ116, положивший начало новому семейству грузовых тепловозов, первый образец которых был построен в 1971 году.

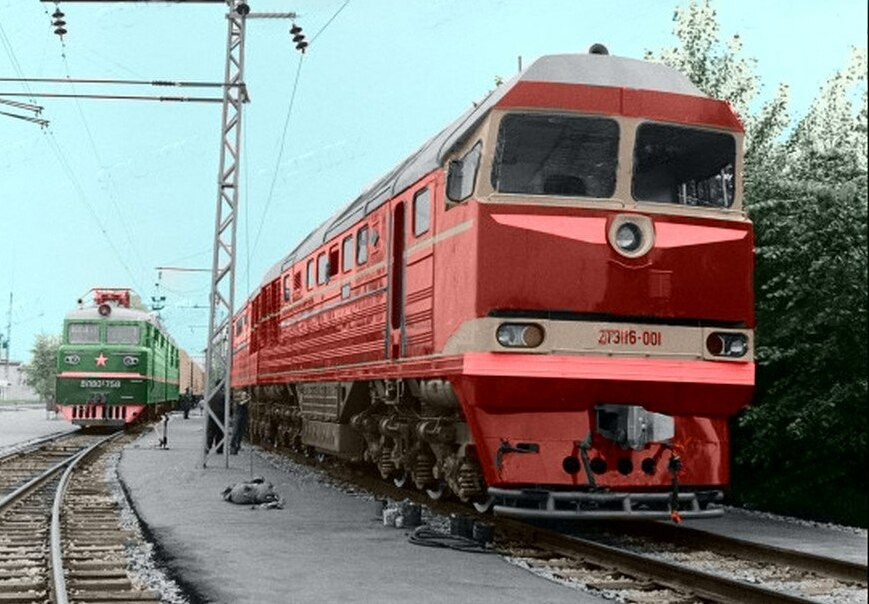
2ТЭ116-001 (опытный образец). ЭК ВНИИЖТ, 1970-е гг.

Магистральный двухсекционный тепловоз 2ТЭ116 мощностью 2×3060 л. с., предназначенный для грузовой службы на железных дорогах СССР, создан тепловозостроительным заводом им. Октябрьской Революции (г. Ворошиловград) совместно с другими предприятиями: тепловозостроительным заводом им. Куйбышева (г. Коломна), заводом транспортного машиностроения им. Малышева, «Электротяжмаш» им. Ленина, «Электромашина» (г. Харьков), а также отраслевыми институтами тепловозостроения (ВНИТИ) и Министерства путей сообщения (ЦНИИ МПС).

### Выпуск тепловозов

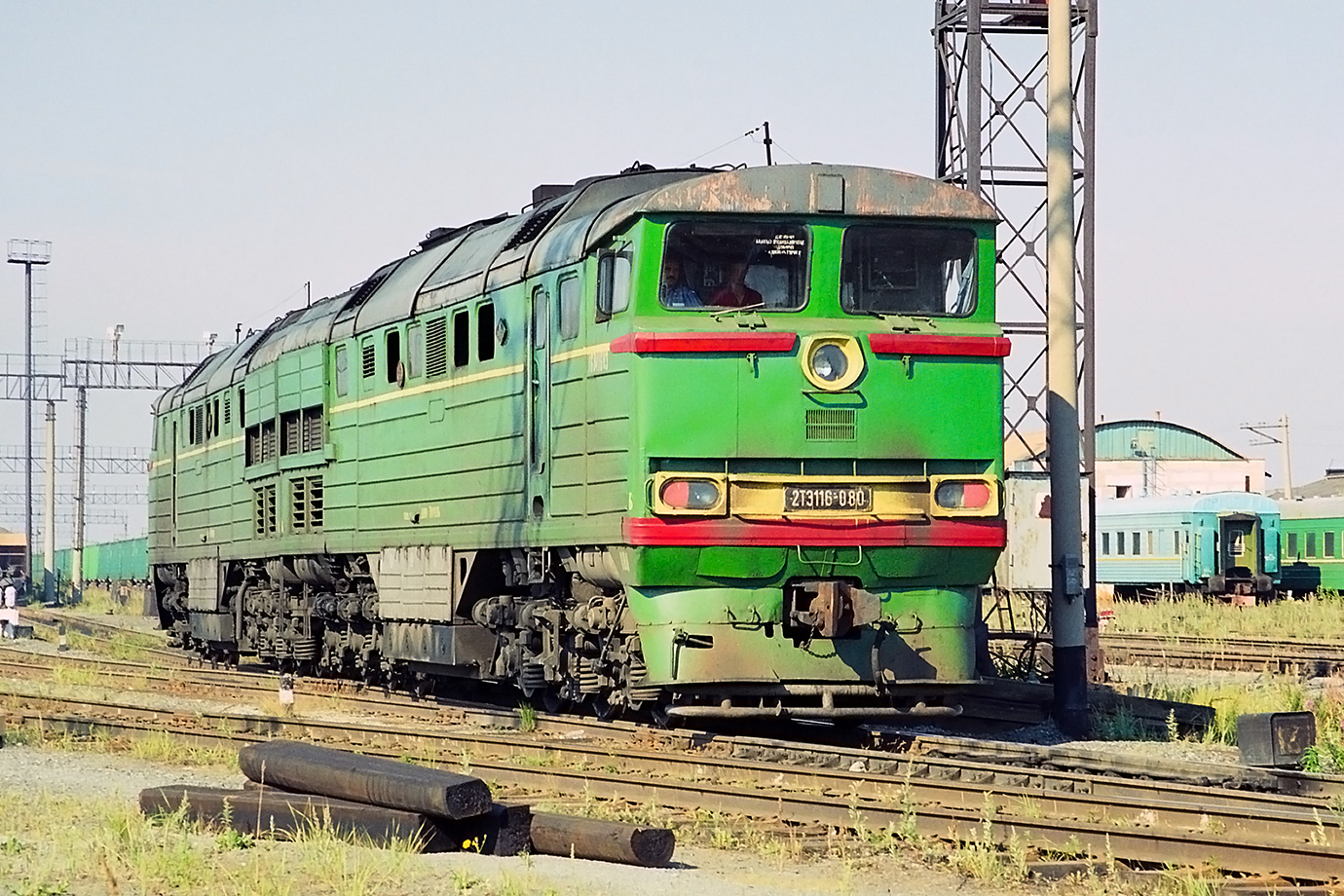
Серийный (ранний) 2ТЭ116-080, выпущенный в 1974 году

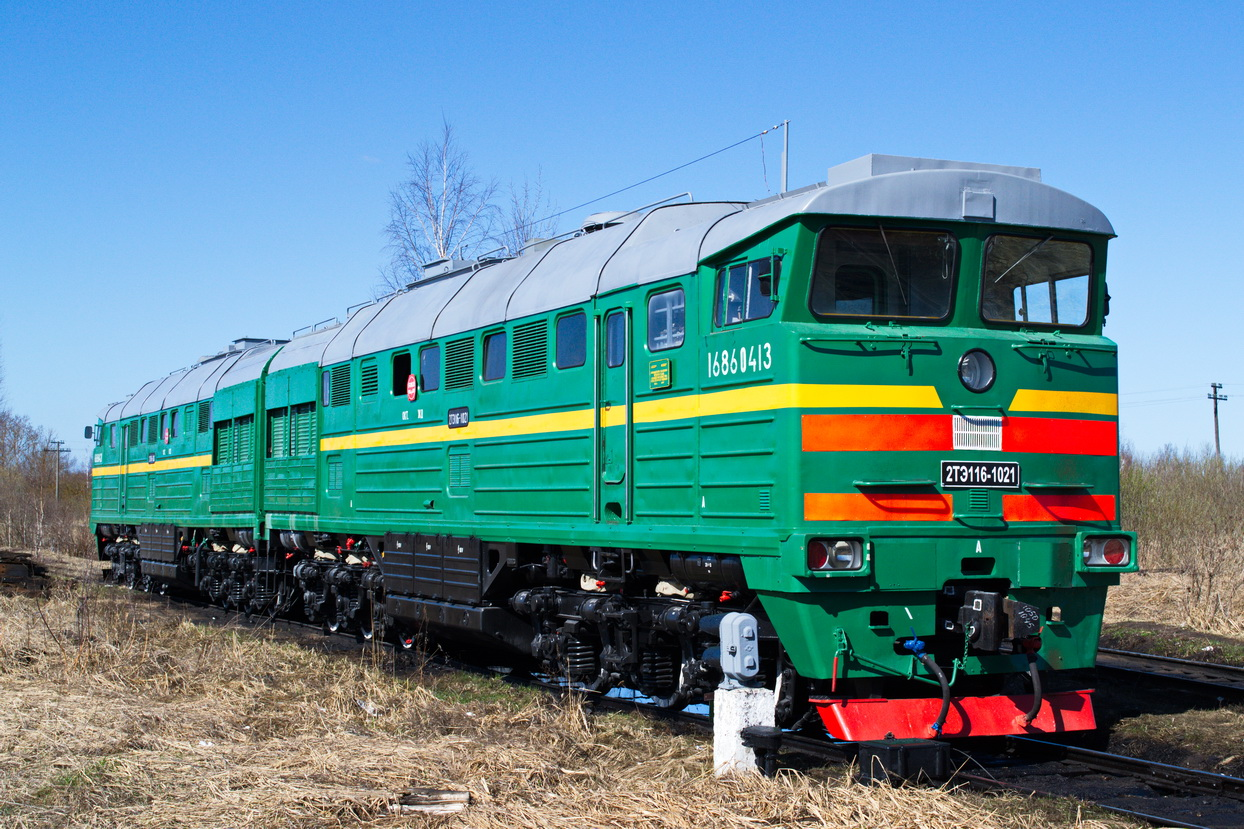
Серийный (поздний) 2TЭ116-1021, выпущенный в 1985 году

Всего в период с 1971 по 2016 год было выпущено 2176 экземпляров всех версий тепловоза 2ТЭ116. Наибольшее количество тепловозов серии было выпущено в 1980-х и 2012, 2013 годах. С начала 1990-х годов после распада СССР объём выпуска тепловозов существенно снизился от нескольких десятков в год до нескольких локомотивов в год, а в некоторые годы тепловозы не выпускались. Однако с 2004 года объём выпуска существенно возрос и продолжался по 2007 год, после чего завод перешёл к производству усовершенствованной модификации 2ТЭ116У. На данный момент производство тепловозов серии 2ТЭ116У свёрнуто в связи с военным конфликтом на Донбассе. Данные по выпуску тепловозов 2ТЭ116 по годам приведены в таблице:
При этом также стоит учитывать, что ряд тепловозов, построенных во второй половине 90-х и начале 00-х, из числа купленных частными перевозчиками типа БТС, Трансойл, по факту построены в кузовах ранее выпущенных единиц. В сути - прошли КРП на заводе-изготовителе, но по факту получили новые номера.
| Год выпуска | Серия    | Количество | Номера                                                  |
| ----------- | -------- | ---------- | ------------------------------------------------------- |
| 1971        | 2ТЭ116   | 3          | 001-003                                                 |
| 1972        | 2ТЭ116   | 19         | 004-022                                                 |
| 1973        | 2ТЭ116   | 45         | 023-067                                                 |
| 1974        | 2ТЭ116   | 86         | 068-153                                                 |
| 1975        | 2ТЭ116   | 65         | 154-218, 316—317                                        |
| 1976        | 2ТЭ116   | 55         | 219-273                                                 |
| 1977        | 2ТЭ116   | 53         | 274-315, 319—329                                        |
| 1978        | 2ТЭ116   | 78         | 316-318, 330—404                                        |
| 1979        | 2ТЭ116   | 91         | 405-495                                                 |
| 1980        | 2ТЭ116   | 130        | 496-625                                                 |
| 1981        | 2ТЭ116   | 104        | 626-729                                                 |
| 1981        | 2ТЭ116А  | 4          | 001-004                                                 |
| 1982        | 2ТЭ116   | 81         | 730-810                                                 |
| 1983        | 2ТЭ116   | 96         | 811-906                                                 |
| 1984        | 2ТЭ116   | 89         | 907-995                                                 |
| 1985        | 2ТЭ116   | 102        | 996-1097                                                |
| 1986        | 2ТЭ116   | 114        | 1098-1211                                               |
| 1987        | 2ТЭ116   | 112        | 1212-1323                                               |
| 1987        | 2ТЭ116Г  | 1          | 0001                                                    |
| 1988        | 2ТЭ116   | 128        | 1324-1451                                               |
| 1989        | 2ТЭ116   | 99         | 1452-1550                                               |
| 1990        | 2ТЭ116   | 58         | 1551-1608                                               |
| 1991        | 2ТЭ116   | 20         | 1609-1628                                               |
| 1992        | 2ТЭ116   | 31         | 1629-1659                                               |
| 1993        | 2ТЭ116   | 9          | 1660-1668                                               |
| 1994        | 2ТЭ116   | 4          | 1669-1672                                               |
| 1995        | 2ТЭ116   | 1          | 1673                                                    |
| 1995        | 2ТЭ116УП | 1          | 0001                                                    |
| 1997        | 2ТЭ116   | 2          | 1674-1675                                               |
| 1998        | 2ТЭ116   | 3          | 1676, 1677, 1680                                        |
| 1999        | 2ТЭ116   | 5          | 1678, 1681—1684                                         |
| 2001        | 2ТЭ116   | 1          | 1679                                                    |
| 2003        | 2ТЭ116   | 1          | 1686                                                    |
| 2004        | 2ТЭ116   | 15         | 1685, 1687—1694, 1696, 1699, 1700—1702, 1708            |
| 2005        | 2ТЭ116   | 18         | 1695, 1697, 1698, 1703—1707, 1709—1713, 1716—1719, 1724 |
| 2006        | 2ТЭ116   | 12         | 1714-1715, 1720—1723, 1725—1730                         |
| 2007        | 2ТЭ116   | 15         | 1731-1745                                               |
| 2007        | 2ТЭ116У  | 1          | 0001                                                    |
| 2008        | 2ТЭ116У  | 39         | 0002-0040                                               |
| 2009        | 2ТЭ116У  | 21         | 0041-0061                                               |
| 2010        | 2ТЭ116У  | 31         | 0062-0092                                               |
| 2010        | 2ТЭ116УМ | 5          | 0001-0005                                               |
| 2011        | 2ТЭ116УМ | 26         | 0006-0031                                               |
| 2011        | 2ТЭ116У  | 22         | 0093-0114                                               |
| 2012        | 2ТЭ116У  | 82         | 0115-0196                                               |
| 2012        | 2ТЭ116УД | 1          | 001                                                     |
| 2013        | 2ТЭ116УД | 33         | 002-034                                                 |
| 2013        | 2ТЭ116У  | 91         | 0197-0287                                               |
| 2013        | 3ТЭ116У  | 3          | 001-003                                                 |
| 2014        | 3ТЭ116У  | 12         | 002-015                                                 |
| 2014        | 2ТЭ116У  | 42         | 0288-0329                                               |
| 2014        | 2ТЭ116УМ | 4          | 032-035                                                 |
| 2014        | 2ТЭ116УР | 1          | 001                                                     |
| 2014        | 2ТЭ116УД | 23         | 035-053, 074—077                                        |
| 2015        | 2ТЭ116УД | 7          | 053-059                                                 |
| 2015        | 3ТЭ116У  | 2          | 016-017                                                 |
| 2015        | 2ТЭ116У  | 8          | 0330-0337                                               |
| 2016        | 2ТЭ116У  | 3          | 0338-0340                                               |

## Модификации
- 2ТЭ116Г — тепловоз на газовом топливе. Состоит из трёх секций — двух дизельных (с кабинами, как на обычном тепловозе 2ТЭ116) и одной криогенной — с газификатором (без кабин управления). На тепловозе применён газодизель-генератор 1ГДГ с электронной системой контроля, регулирования и защиты дизеля (СКРЗД-3), введены дополнительные системы подачи воды и газа, управления газовой аппаратурой, контроля и защиты, сигнализации, включения газа («щит-2-1»), вентиляции электроотсеков и отсека газовой аппаратуры, дистанционного отцепа дизельных секций от криогенной. Построен в 1988 году.
- 2ТЭ116М — модификация тепловоза 2ТЭ116 (в частности 2ТЭ116М-140, 316, 317), в ходе которой установлен реостатный тормоз, который впоследствии устанавливался на серийных модификациях 2ТЭ116 и 2ТЭ116У. Особенностью электрической схемы этого тепловоза является сохранение питания асинхронных трёхфазных электродвигателей вспомогательных машин от тягового генератора и во время электрического торможения, а также управление режимом электрического торможения с помощью системы автоматического регулирования торможения (САРТ). Система позволяет, в частности, автоматически поддерживать заданную скорость на спусках.
- 2ТЭ116К — тепловоз, прошедший капитальный ремонт с заменой дизеля.[11]
- 2ТЭ116УП — грузопассажирская модификация, в 1996 году был построен единственный экземпляр. Мощность дизеля увеличена до 3600 л. с., тепловоз оборудован реостатным тормозом и системой электроотопления состава. Тяговый агрегат состоит из тягового и вспомогательного синхронных генераторов, смонтированных в одном корпусе. Вспомогательный генератор через выпрямитель обеспечивает энергоснабжение пассажирского поезда напряжением 3000 В постоянного тока мощностью 575 кВт с каждой секции на номинальном режиме. Сила тяги длительного режима 2*323 кН (2*33 тс), конструкционная скорость 120 км/ч.
- 2ТЭ116А — тепловоз, который был спроектирован для максимальной унификации со строящимся в 80-х годах новым тепловозом 2ТЭ121 и также был прототипом тепловоза 4ТЭ130.
- 2ТЭ116У — «усовершенствованный». Модификация локомотива 2ТЭ116 для РЖД, оборудованная новой кабиной (по типу 2ТЭ126/136) с установкой кондиционирования воздуха, с реостатным торможением, с увеличенной мощностью дизеля 3600 л. с. и микропроцессорной системой управления и диагностики (МСУ-ТП).
  - 3ТЭ116У — трёхсекционный вариант 2ТЭ116У. В составе имеется промежуточная секция, у которой в головной части имеется кабина управления упрощённой конструкции с межсекционным переходом.
  - 2ТЭ116УМ — модификация для Монголии с улучшенной системой очистки наддувочного воздуха и увеличенной мощностью дизелей. Имеет собственную нумерацию, начатую снова с 001. Построен 31 экземпляр. Стоит отметить тепловоз 2ТЭ116У-0062 с увеличенной до 4100 л. с. мощностью дизелей, произведенный для Монгольских железных дорог. В связи с этим изменением незначительно изменена задняя часть крыши секций; тепловоз получил дополнительное прозвище «двухгорбый».
  - 2ТЭ116УК — для ТОО «ПромТрансМенеджмент», без микропроцессорной системы управления, мощность 3060 л. с., без кондиционеров.
  - 2ТЭ116УД — модификация с дизельным двигателем фирмы General Electriс (GEVO12 производства GE Transportation мощностью 3100 кВт (4216 л. с.) и тяговый агрегат А723М У2 производства ГП "Завод «Электротяжмаш»)[12].
  - 2ТЭ116УР — модификация с дизельным двигателем 20V4000R63R фирмы MTU и тяговым агрегатом А728 У2 производства ГП "Завод «Электротяжмаш»)[12].

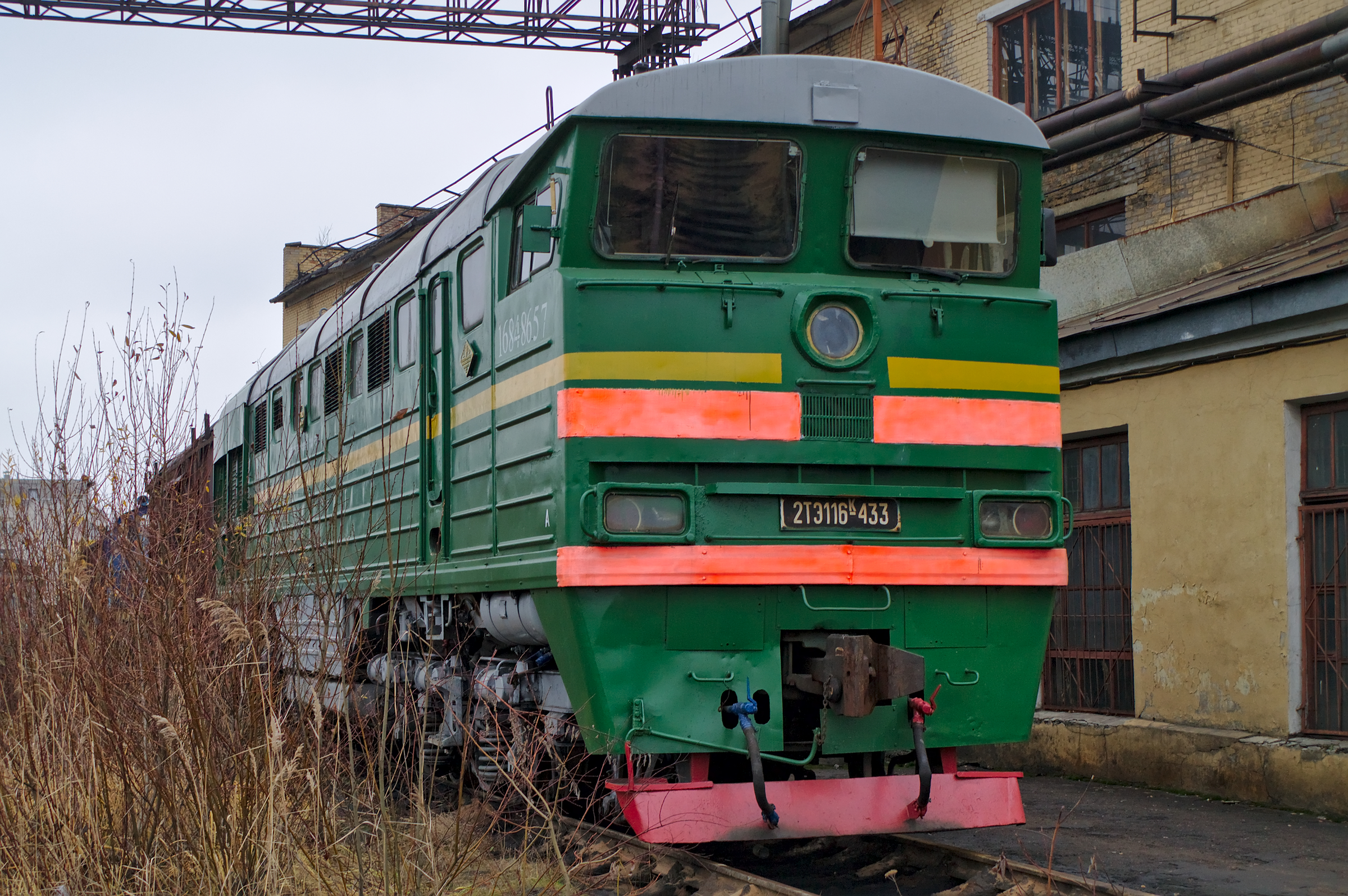
Тепловоз 2ТЭ116К-433, секция А, депо Санкт-Петербург-Сортировочный-Витебский
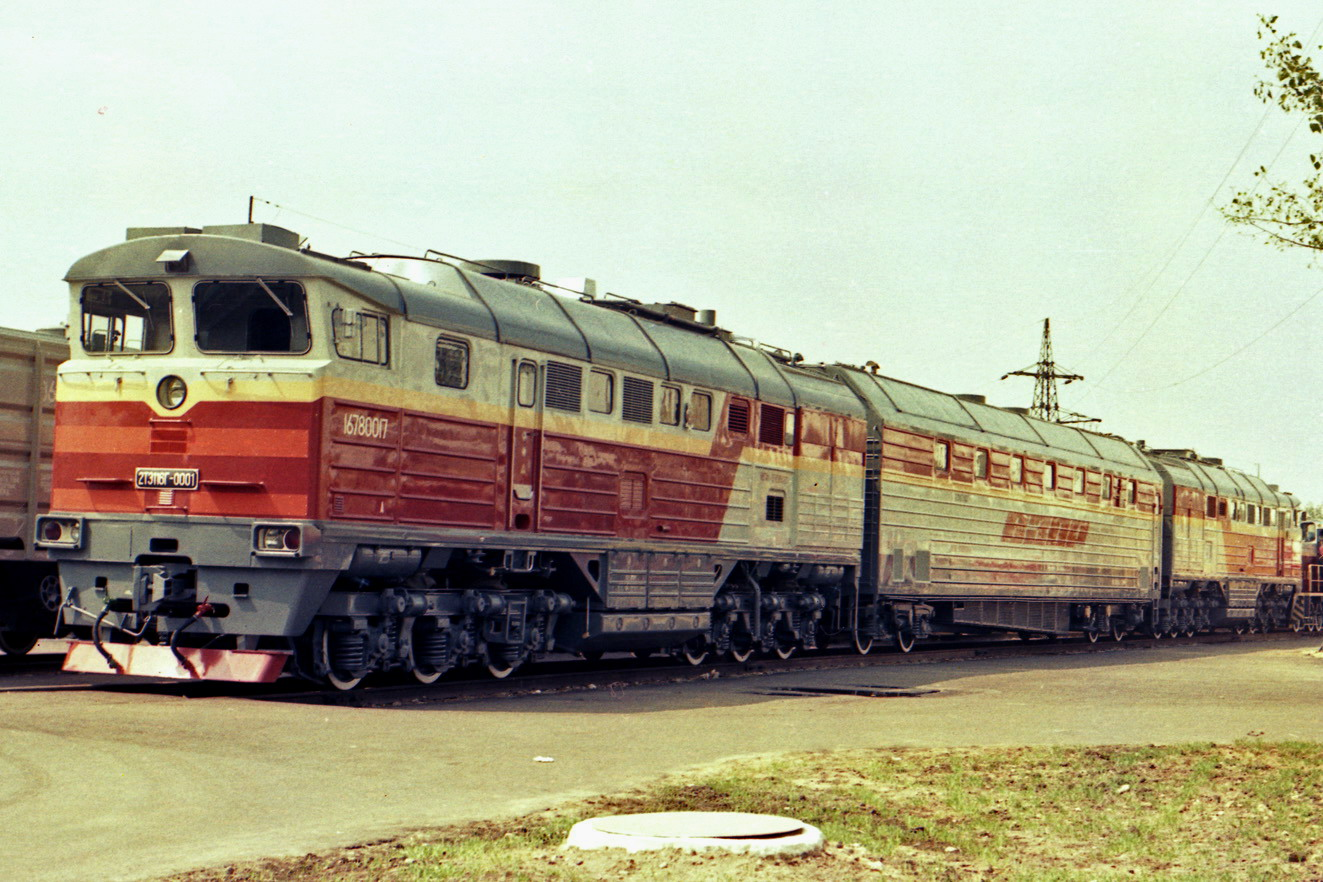
Тепловоз 2ТЭ116Г-001 в полном состав
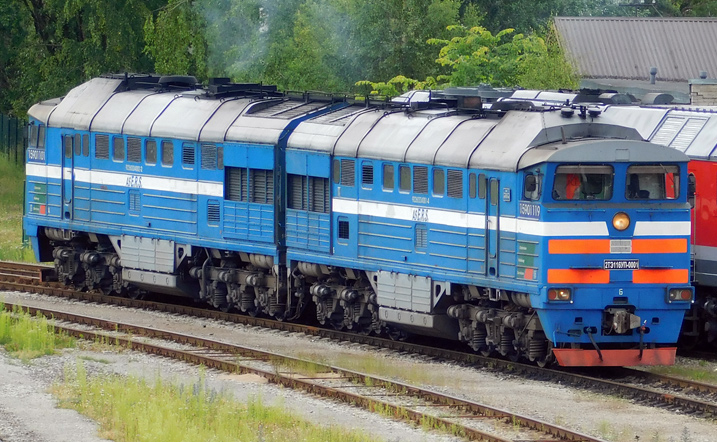
Тепловоз 2ТЭ116УП-0001, Эстония, уезд Ида-Вирумаа, станция Нарва
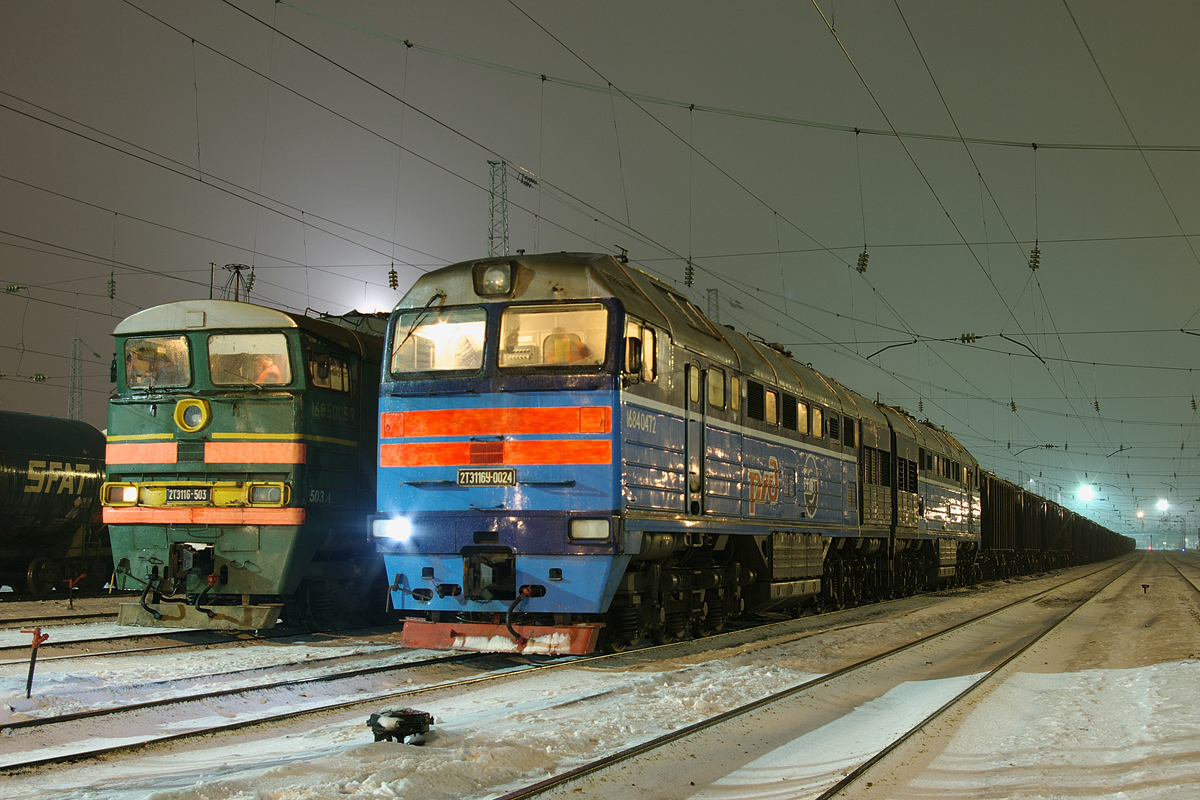
Тепловозы 2ТЭ116У-0024 и 2ТЭ116-503 на станции Лихая
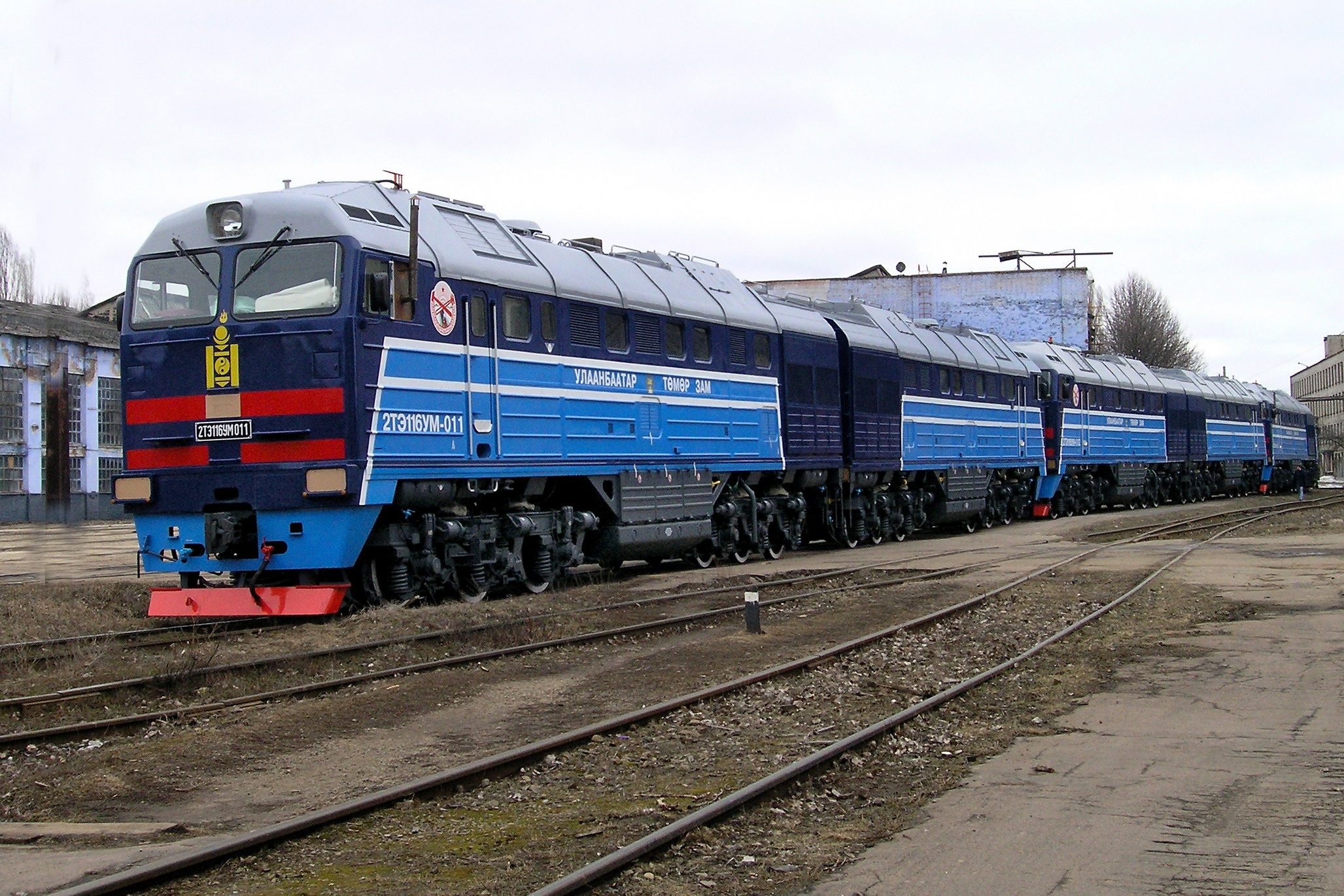
Тепловоз 2ТЭ116УМ-011 Улан-Баторской железной дороги (Монголия)
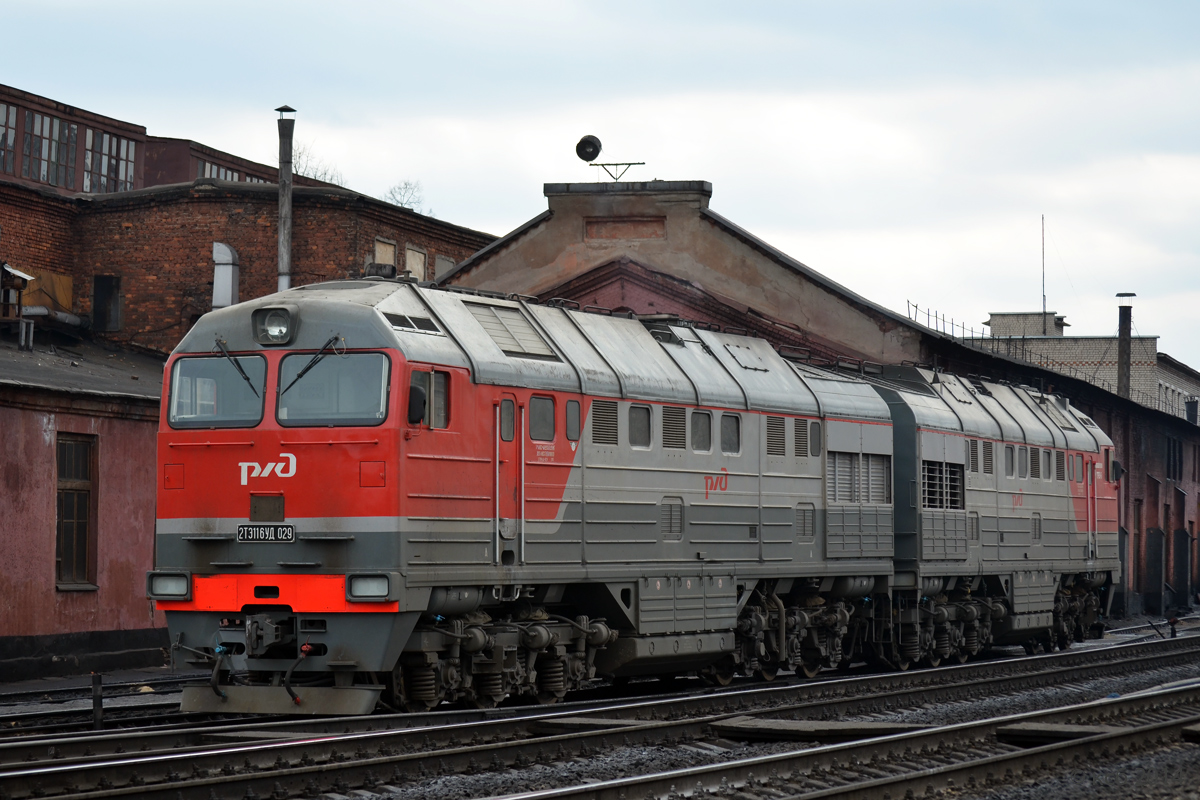
Тепловоз 2ТЭ116УД-029, станция Рыбинск-Пассажирский
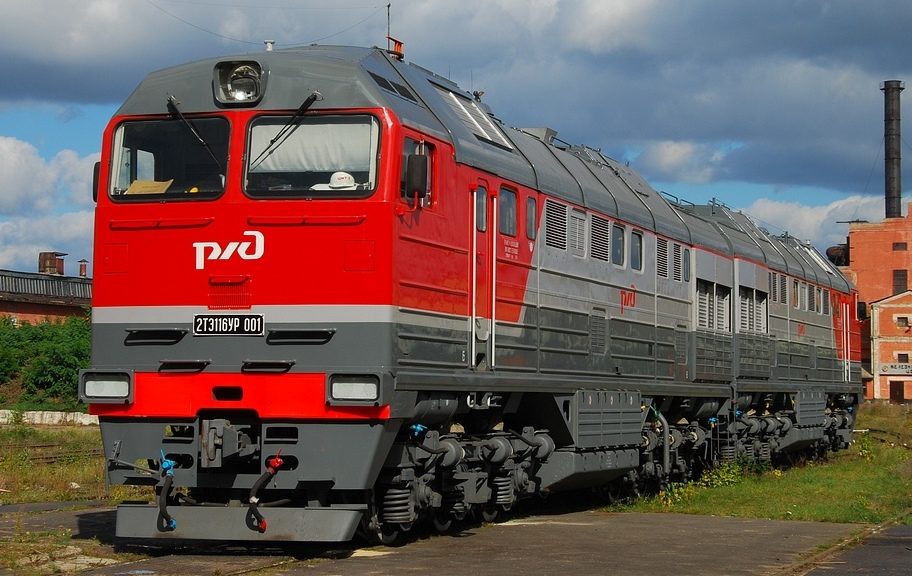
Тепловоз 2ТЭ116УР-001 на территории БМЗ
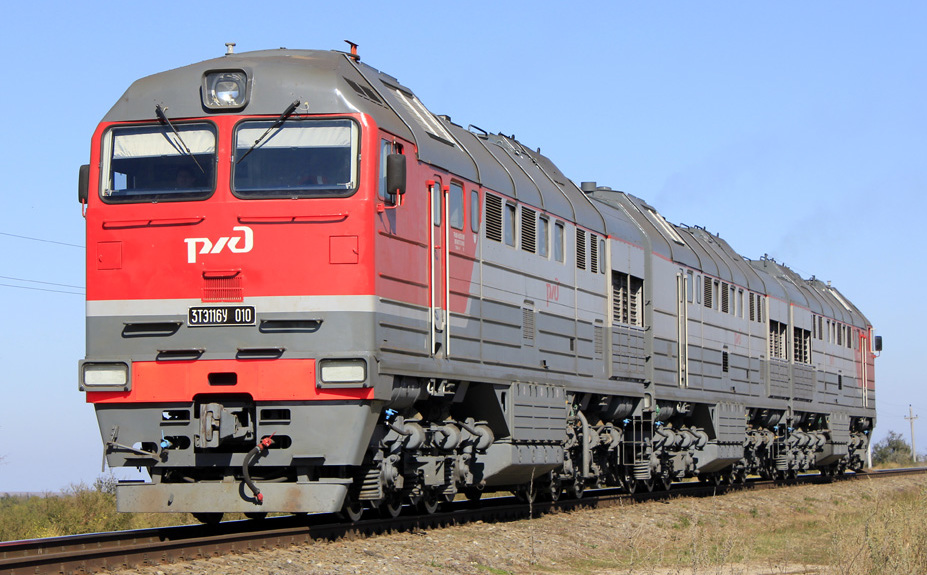
Тепловоз 3ТЭ116У-0010, перегон Красная Стрела — Старотитаровская

## Технические характеристики
Основные данные:

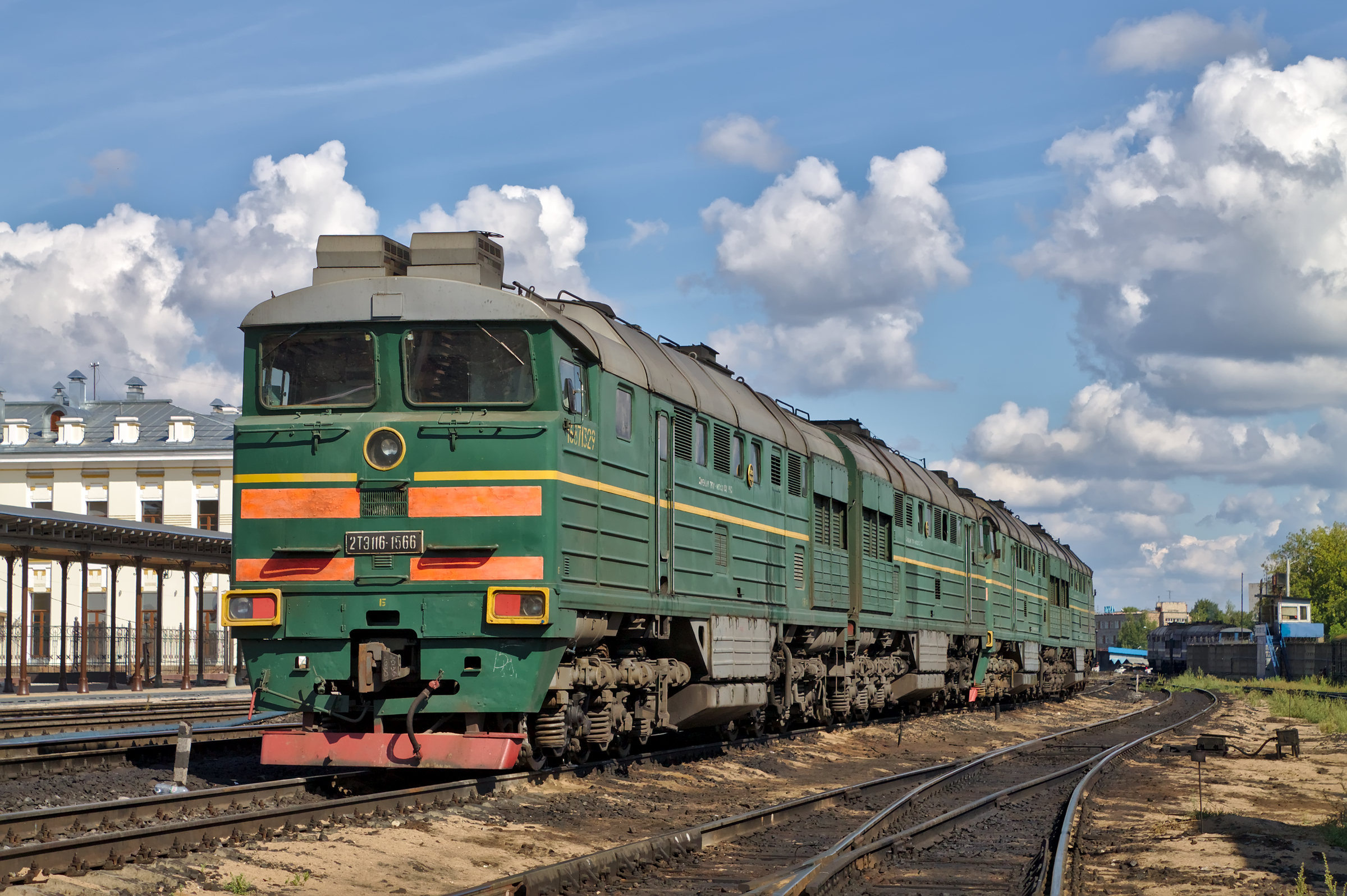
2ТЭ116-1566, ст. Рыбинск-Пассажирский

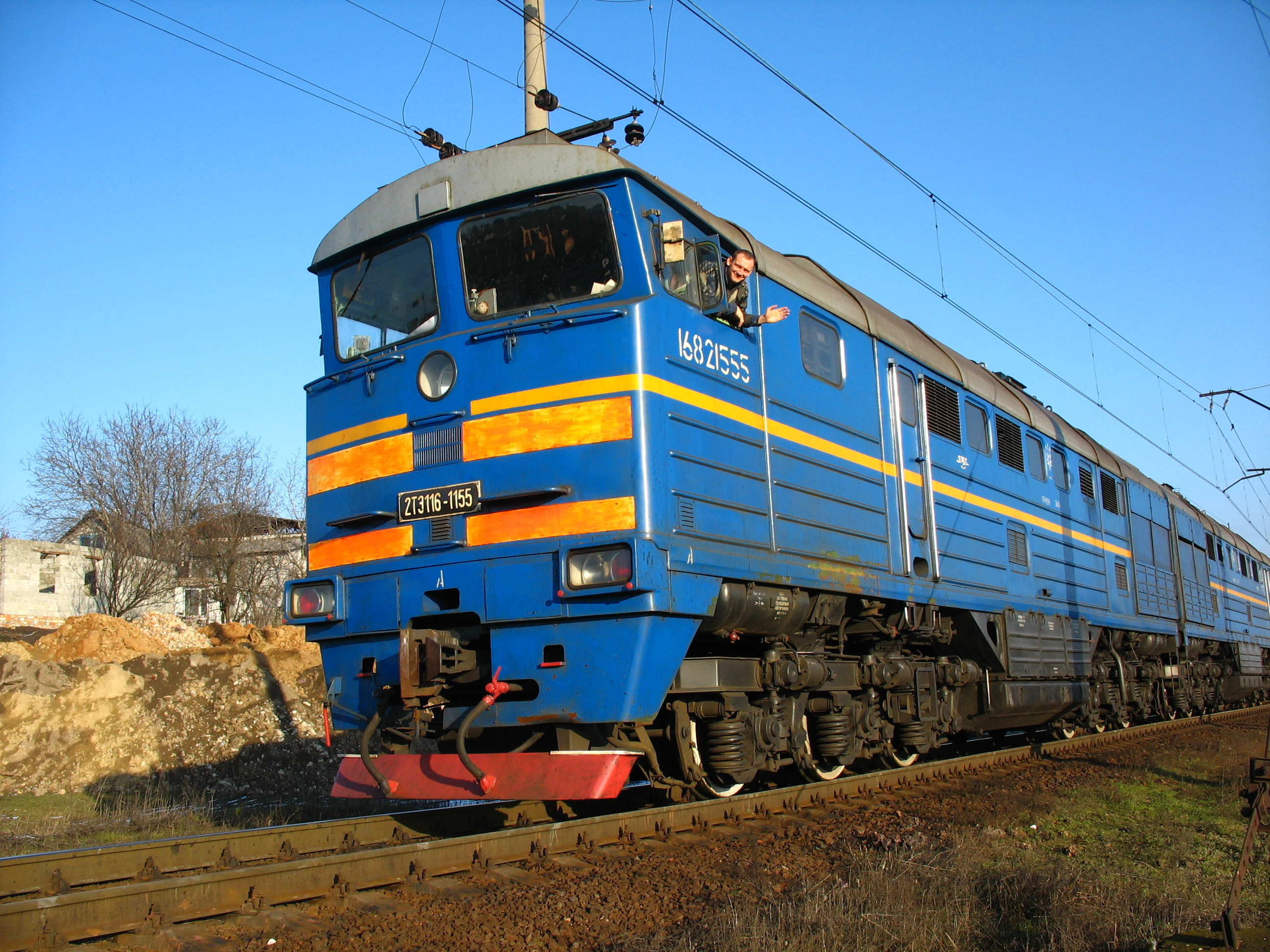
Тепловоз 2ТЭ116-1155 у платформы Тоннельная (Приднепровская железная дорога)

- Род службы — грузовой (пассажирский при модернизации)
- Осевая формула — 2×(3О−3О)
- Размеры:
  - Основные размеры, мм:[1]
    - длина по осям автосцепок — 2×18150
    - ширина — 3080
    - высота от головки рельса — 5104

  - Размеры ходовой части:
    - диаметр колеса по кругу катания при среднеизношенных бандажах, мм — 1050
    - ширина колеи, мм — 1520
    - минимальный радиус проходимых кривых, м — 125
- Массовые характеристики:
  - Служебная масса, т — 2×138
  - Осевая нагрузка, кН (тс) — 226 (23)
  - Запасы, кг
    - топлива — 2×7000
    - песка — 2×1000
    - воды — 2×1250
    - масла — 2×1000
- Тяговые характеристики:
  - Мощность, кВт (л. с.) — 2×2250.6 (2×3060)
  - Конструкционная скорость, км/ч — 100-105
  - Сила тяги длительного режима, кН (тс) — 2×255 (2×26)
  - Скорость длительного режима, км/ч — 24

## Конструкция

### Механическая часть

#### Кузов
Тепловоз 2ТЭ116 состоит из двух одинаковых однокабинных секций, управляемых с одного (любого) поста кабины и соединённых автосцепкой СА-3. При необходимости каждая из секций может быть использована как самостоятельный тепловоз. Для перехода из секции в секцию в задней стенке секций имеются двери и переходная площадка, закрытая резиновым суфле. Все силовое и вспомогательное оборудование расположено в кузове, выполненном с несущей главной рамой.
Тепловоз имеет кузов с несущей главной рамой. Для монтажа и демонтажа оборудования крыша кузова выполнена в виде пяти съёмных секций, на машинах ранних выпусков три из них — со встроенными коробами-воздухозаборниками для очистки воздуха, предназначенного для охлаждения тягового генератора, выпрямительной установки и тяговых электродвигателей. Очистители воздуха для дизеля — вращающиеся сетки, нижняя часть которых погружена в масляную ванну, а верхняя работает на очистку проходящего воздуха. Проворот сеток автоматический, при включении мотор-компрессора электропневматический привод проворачивает сетки на 45°.
Применение разъёмов в электрической проводке по кузову и уплотнительных поясов крыши позволяет быстро снимать необходимую секцию крыши для демонтажа оборудования. Глушитель шума выхлопа дизеля также закреплён на съёмной секции крыши.

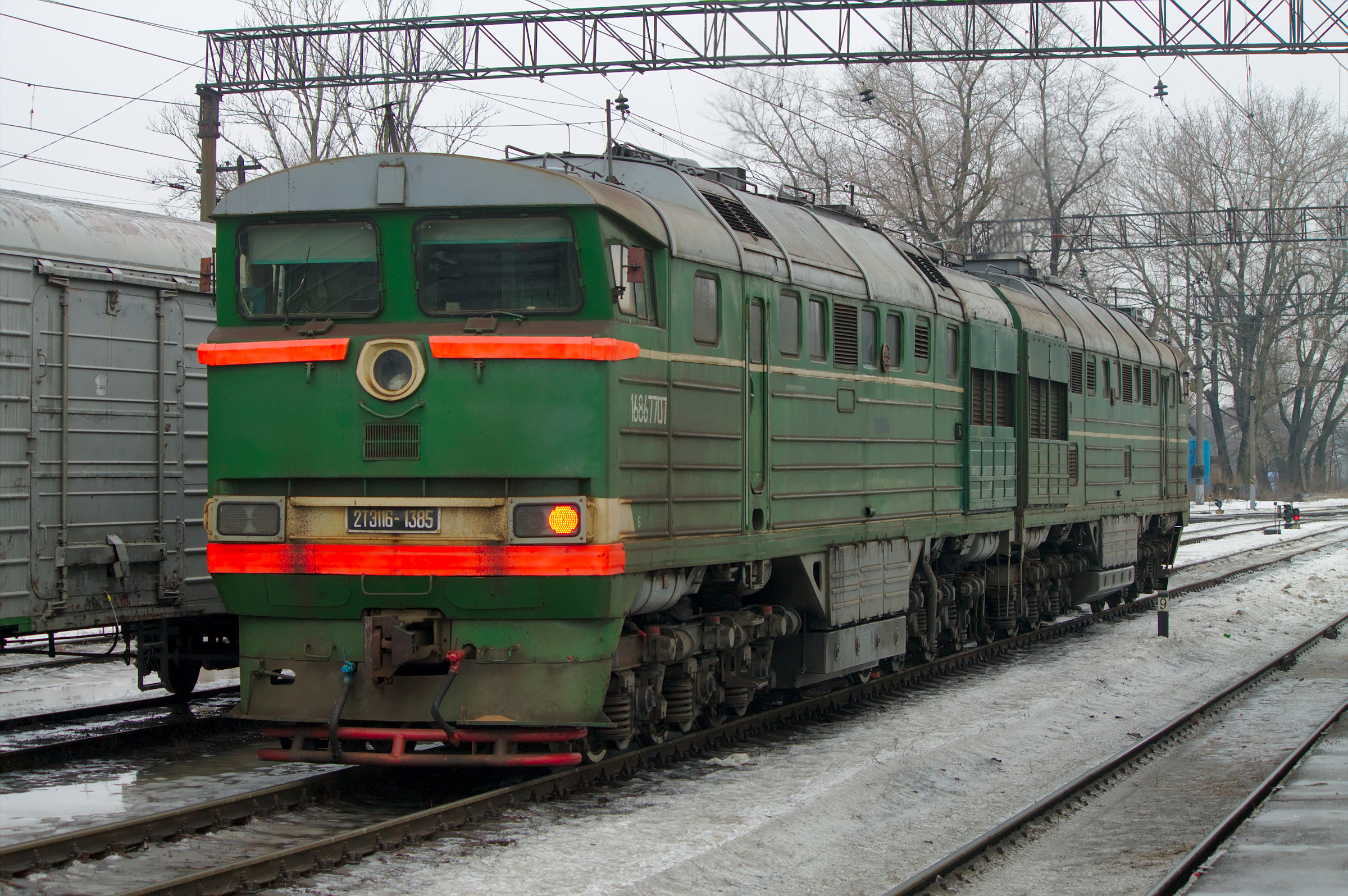
2ТЭ116-152 (секция Б) ранних выпусков, эксплуатирующаяся совместно с секцией А тепловоза 1384 под общим номером 1385
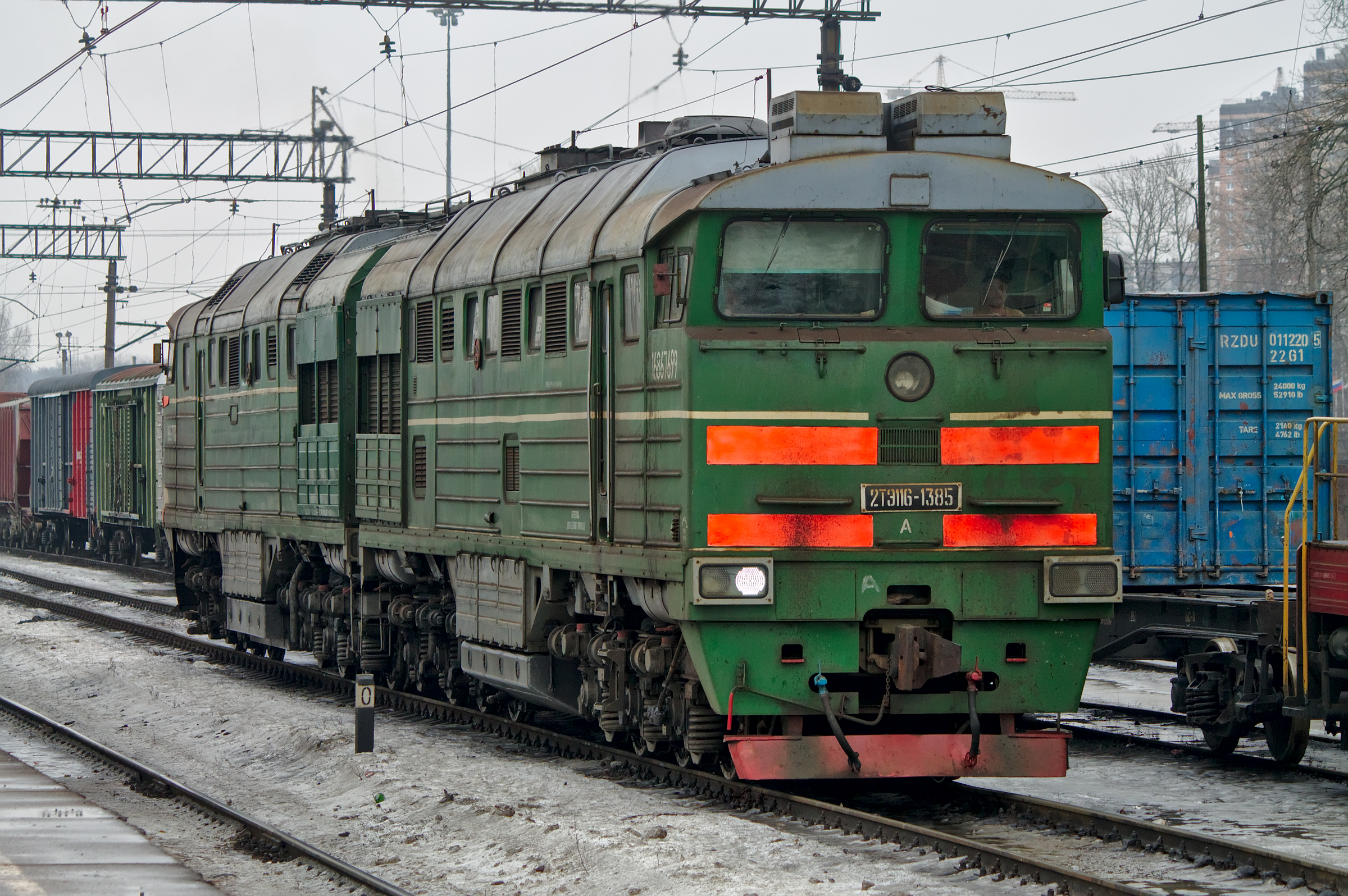
2ТЭ116-1384 (секция А) поздних выпусков, эксплуатирующаяся совместно с секцией Б тепловоза 152 под общим номером 1385

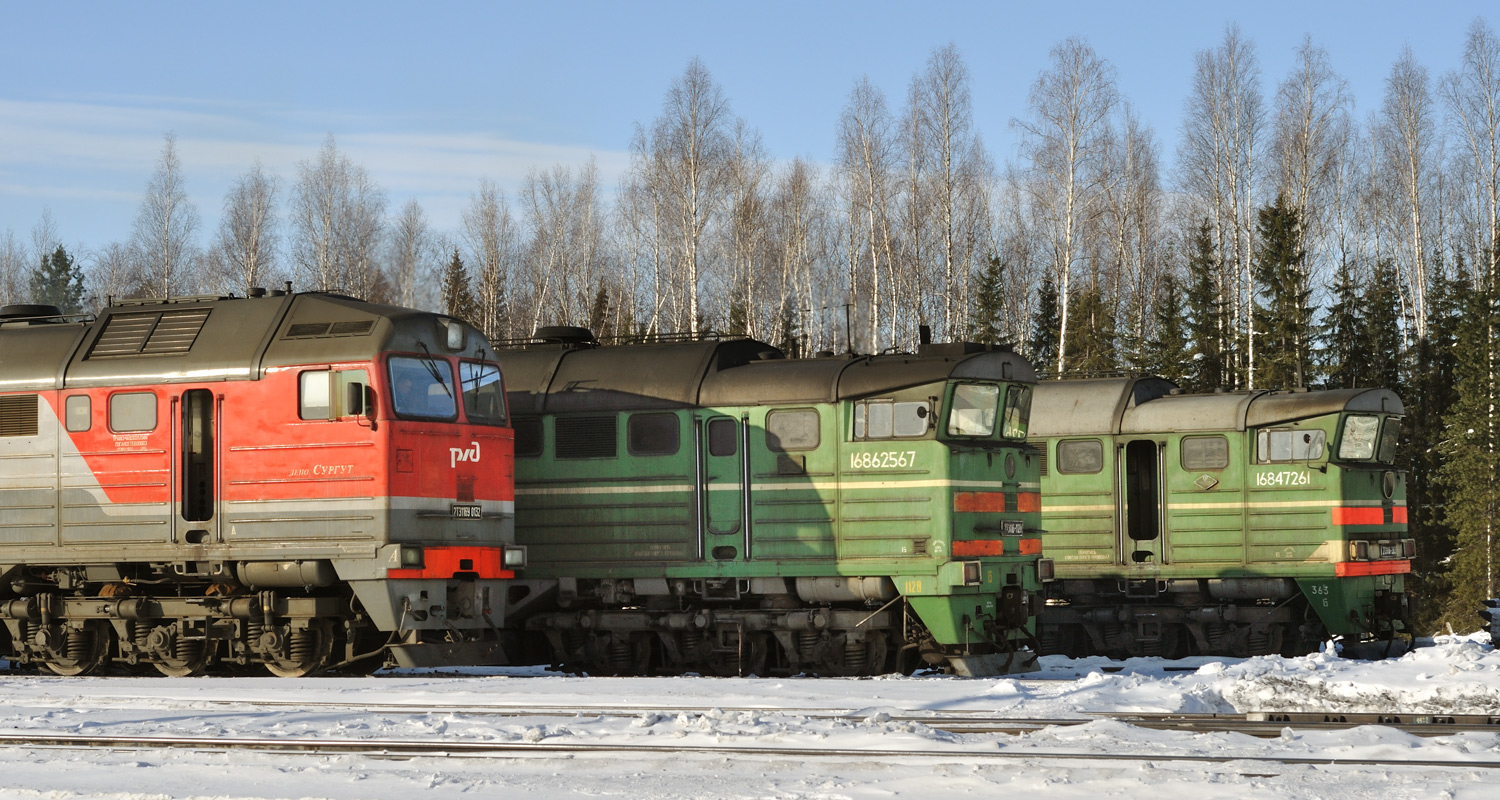
Справа налево: 2ТЭ116 ранних выпусков, 2ТЭ116 поздних выпусков и 2ТЭ116У; смена бригад по ст. Демьянка
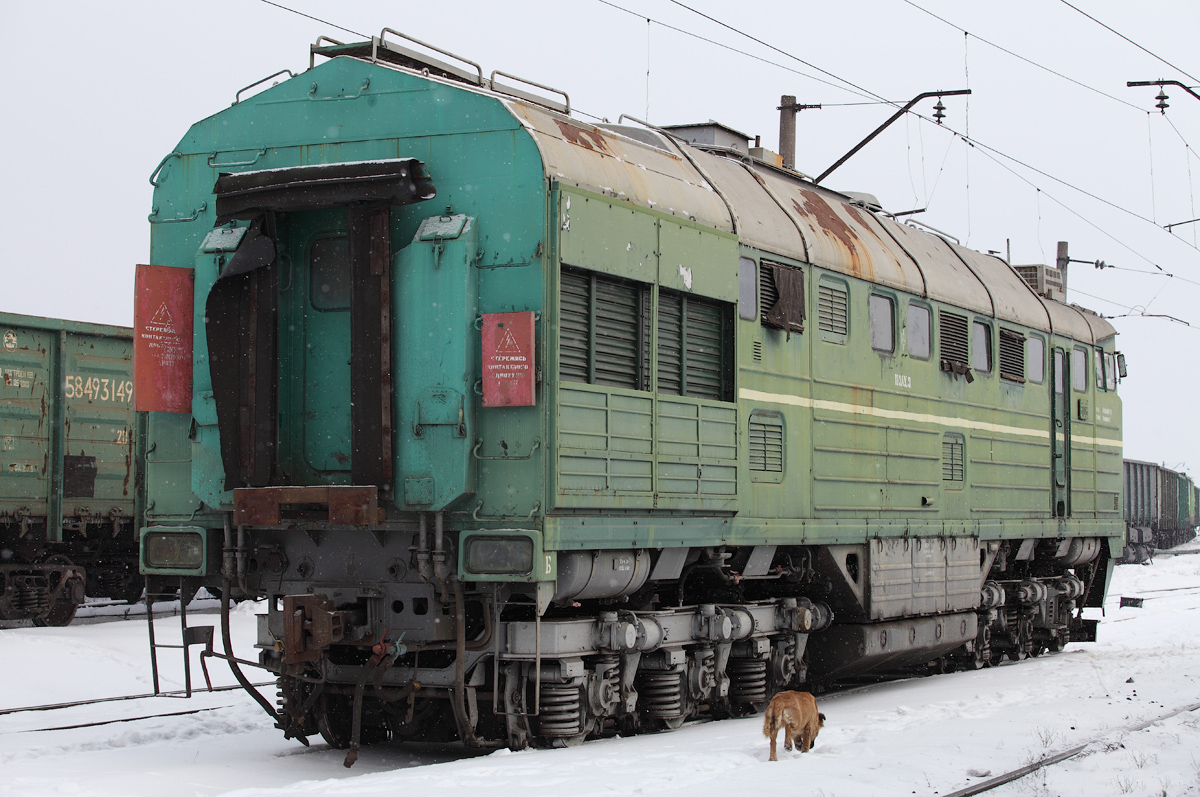
Секция 2ТЭ116-1435, вид с задней стороны

#### Кабина машиниста

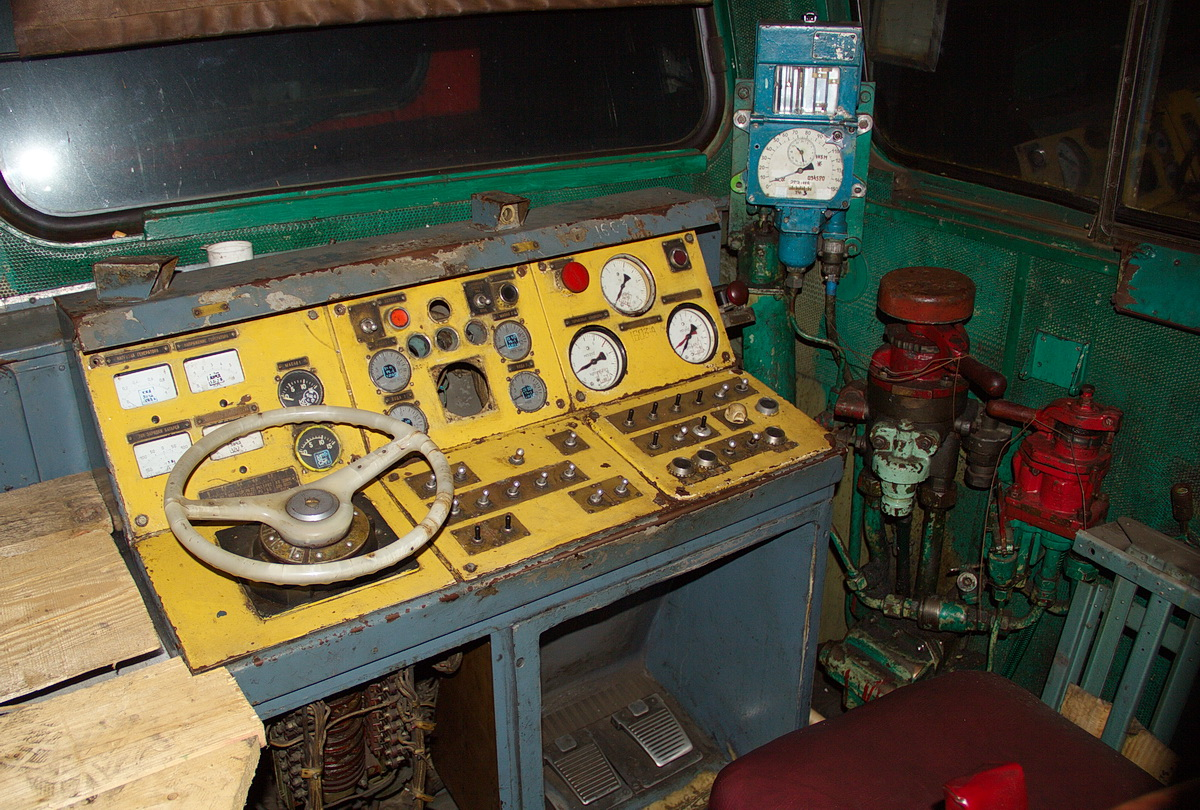
Интерьер кабины тепловоза 2ТЭ116 поздних выпусков, вид на пульт управления
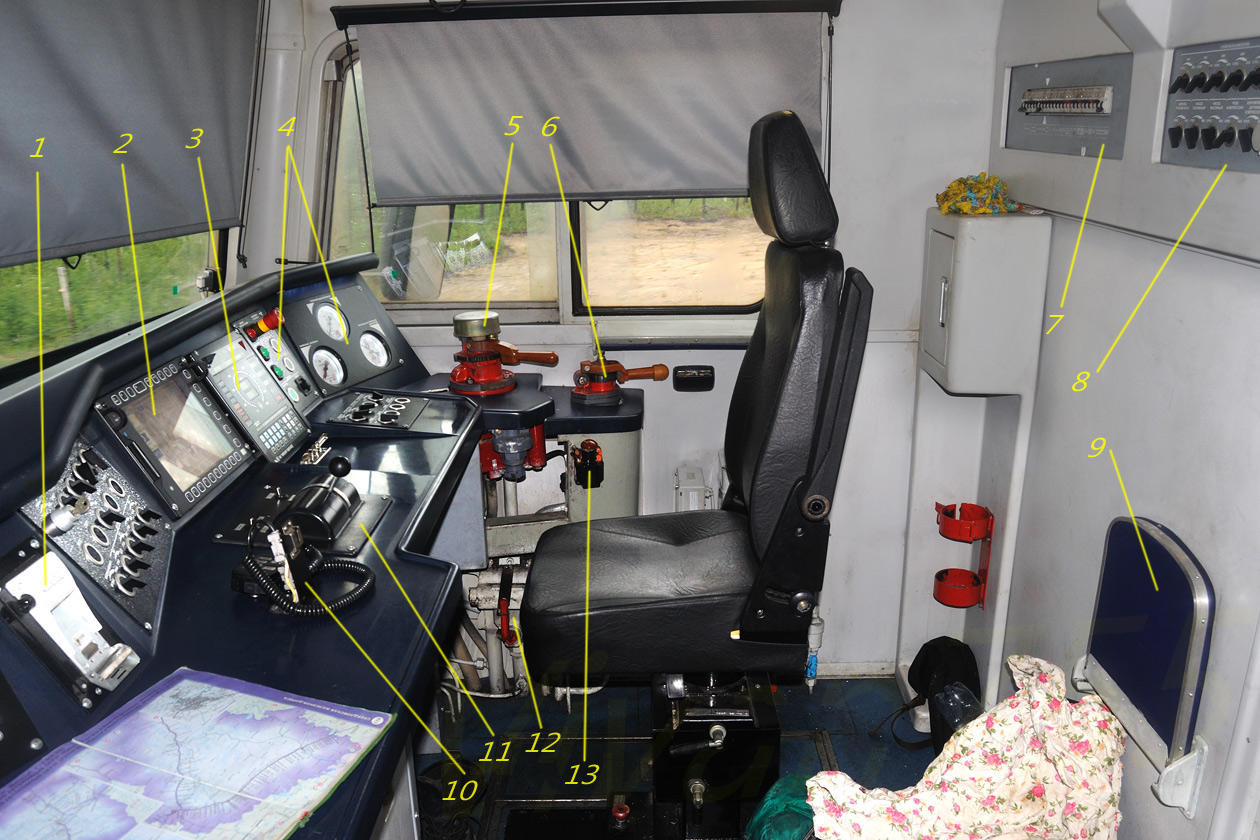
Интерьер кабины тепловоза 2ТЭ116У, вид слева на рабочее место машиниста

Кабина машиниста тепловоза 2ТЭ116 имеет 2 лобовых глухих окна в передней стенке и два боковых окна в боковых стенках. Боковые окна имеют раздвижные форточки, а также поворотные ветровые стёкла. Все оконные стекла — безосколочные.
Под лобовыми окнами кабины расположен пульт управления тепловозом; в его правой части находится пульт машиниста. На пульте машиниста расположены контроллер машиниста и другие органы управления тепловозом, а также измерительные приборы. Пульт машиниста состоит из двух панелей — горизонтальной и наклонной. В левой части горизонтальной панели пульта машиниста находится контроллер машиниста, имеющий главную рукоятку в виде штурвала на 16 позиций и съемную реверсивную рукоятку на 3 позиции.
В центре горизонтальной панели пульта машиниста находятся три ряда тумблеров. Верхний ряд: «Управление тепловозом», «Движение», «Управление переходом» (на ряде тепловозов также тумблеры «Холостой ход 1», «Холостой ход 2», «Контроль сигнальных ламп»). Средний ряд: «Управление холодильником: Ручное/Автомат», «Вентилятор 1» — «Вентилятор 4». Нижний ряд: «Указатель повреждений: Секция 2/Выкл/Секция 1», «Повреждение», переключатель тормозной силы, тумблер ЭДТ, тумблер ограничения боксования. 
Справа на горизонтальной панели пульта машиниста также находятся три ряда тумблеров. Верхний ряд: 4 тумблера управления буферными фонарями (передним левым, передним правым, задним левым, задним правым), «Прожектор ярко», «Прожектор тускло». Средний ряд: «Освещение кабины: Тускло/Выкл/Ярко», «Зелёный свет», «Освещение пульта: Тускло/Выкл/Ярко», регулятор подсветки пульта, кнопка «Сброс КЖ». Нижний ряд: «Автоматическая подача песка», кнопка «Песок 1 ось», кнопка «Вызов», тумблер «Фильтр АЛСН», тумблер «Бдительность ярко/тускло», кнопка «Проверка АЛСН».
На наклонной панели пульта машиниста в основном расположены измерительные приборы. В левой части наклонной панели расположены: вольтметр «Напряжение генератора», амперметр «Нагрузка генератора», электроманометр «Масло 1», а под ними — амперметр «Ток зарядки батарей», указатель повреждений цепей управления, электроманометр «Масло 2». В центре наклонной панели пульта машиниста расположены: тумблер «Топливный насос 1», кнопка «Запуск 1», тумблер «Топливный насос 2», кнопка «Запуск 2»; под ними — электротермометр «Масло 1», указатель скорости, электротермометр «Масло 2»; еще ниже — электротермометры «Вода 1» и «Вода 2». В правой части наклонной панели пульта машиниста расположены: кнопка «Аварийная остановка дизеля», манометр «Уравнительный резервуар», лампа «Пропуск»; под ними — манометр «Тормозные цилиндры» и двустрелочный манометр «Тормозная магистраль/Питательная магистраль». 
Над наклонной панелью пульта машиниста находятся две лампы проверки бдительности, а на правой стенке пульта — рукоятка бдительности. Справа от пульта машиниста расположены скоростемер, кран машиниста и кран вспомогательного тормоза. Под краном машиниста находятся блокировочное устройство тормозов и комбинированный кран.

### Силовая часть

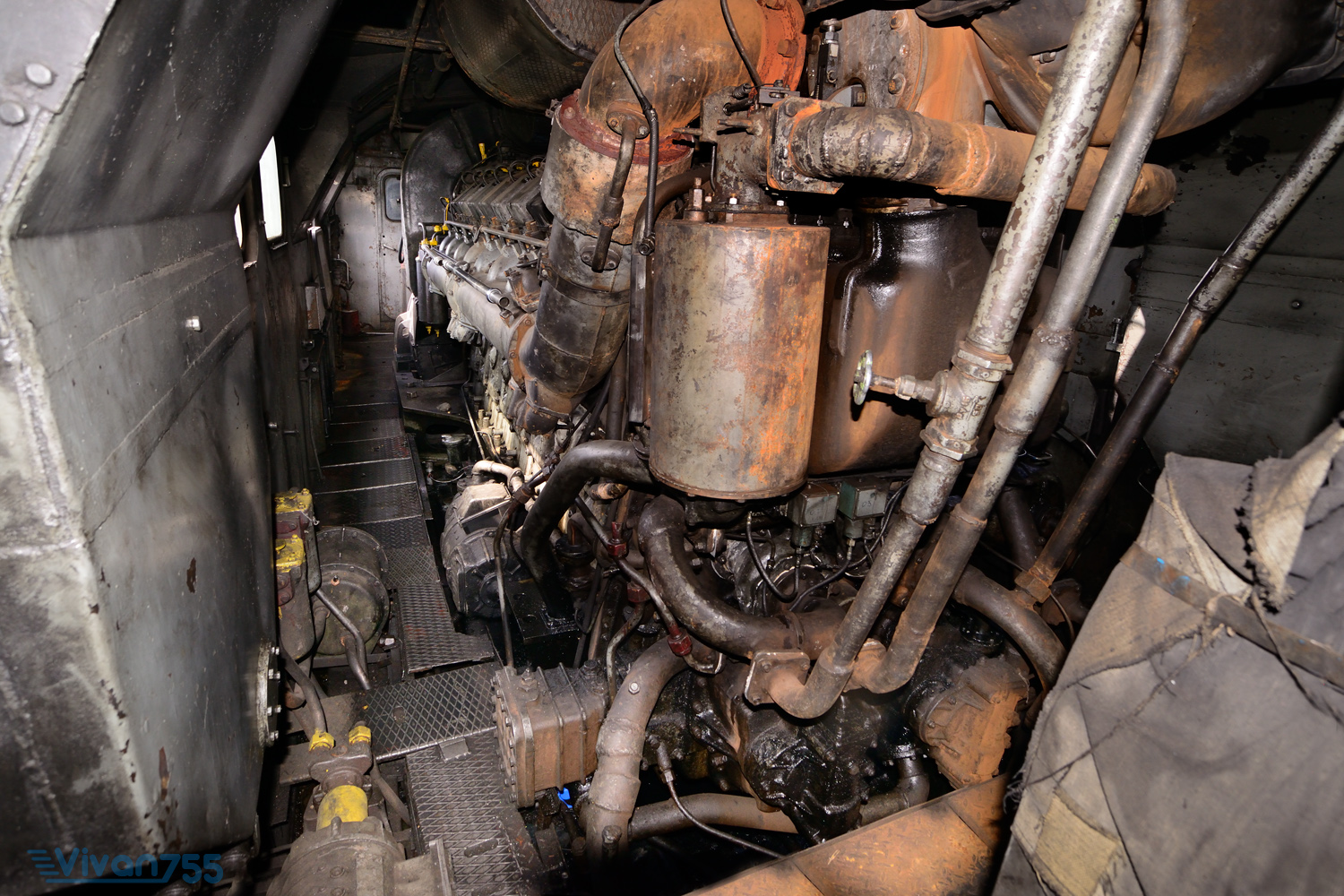
Дизельный двигатель 5Д49 со стороны турбокомпрессора в машинном отделении тепловоза, вид вперёд из левого коридора.

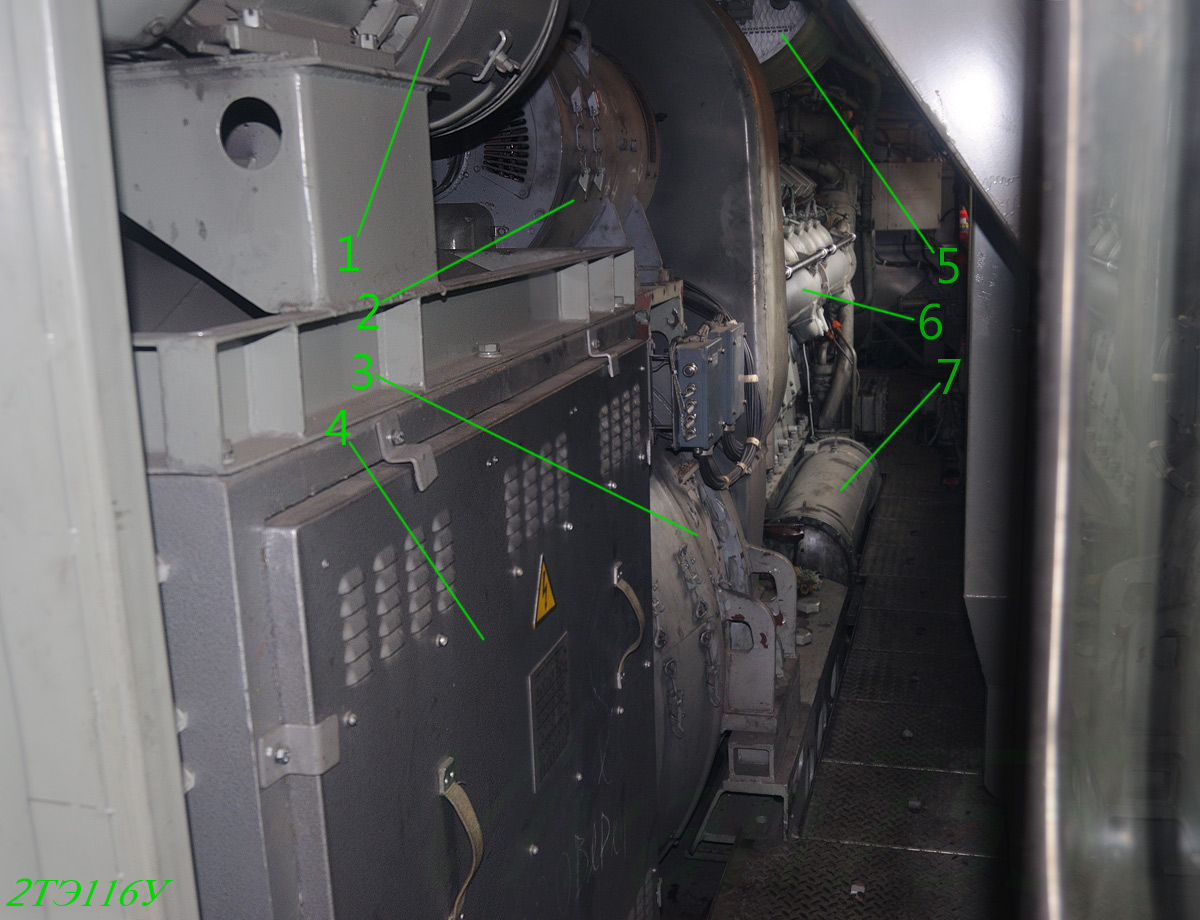
Интерьер левого коридора машинного отделения тепловоза 2ТЭ116У, вид назад. На переднем плане видна аппаратная камера с электрооборудованием, вдали виден дизель.
Цифрами обозначены: 1 — вентилятор выпрямительной установки, 2 — стартёр-генератор, 3 — главный генератор, 4 — выпрямительная установка, 5 — глушитель, 6 — дизель, 7 — водомасляный теплообменник.

Основной источник энергии на тепловозе — дизель-генераторная установка (ДГУ) модели 1А-9ДГ, размещённая на средней части главной рамы. ДГУ состоит из 16-цилиндрового четырёхтактного V-образного дизеля 1А-5Д49 и синхронного трёхфазного генератора ГС-501А. Дизель и тяговый генератор смонтированы на единой поддизельной раме сварной конструкции и соединены между собой полужёсткой пластинчатой муфтой. Дизель 5Д49 принадлежит к унифицированному ряду ЧН26/26, что означает — четырёхтактный с газотурбинным наддувом, диаметр цилиндра и ход поршня — 26 см. Управление дизелем — электрическое дистанционное при помощи установленных в регуляторе дизеля четырёх электромагнитов, получающих питание от контроллера машиниста и включающихся в различных комбинациях.
Схема электрической передачи — стандартная советская переменно-постоянного тока, реализованная также на тепловозах ТЭ109, ТЭП70, 2ТЭ121, ТЭМ7. От синхронного тягового генератора также питаются асинхронные двигатели с короткозамкнутым ротором (АДКЗ) мотор-вентиляторов охлаждения оборудования. Над ГС-501А установлены однофазный синхронный возбудитель ВС-650 и коллекторный стартёр-генератор ПСГ. ПСГ производит проворот дизеля для запуска, получая питание от аккумуляторной батареи, а после запуска работает как генератор, вырабатывая постоянное напряжение 110 В для заряда батареи, питания цепей управления/освещения, а также коллекторных двигателей (двигателей постоянного тока, ДПТ) привода некоторых агрегатов.
На тепловозе установлены следующие мотор-вентиляторы (МВ) с приводом от АДКЗ:
- центробежные МВ тяговых двигателей передней и задней тележек — 2 шт;
- центробежный МВ охлаждения выпрямительной установки и УВВ — 1 шт;
- осевые МВ холодильника воды дизеля — 4 шт;

Двигатели вентиляторов холодильника примечательны тем, что имеют внешний ротор — статор расположен в центре двигателя и его полюсные наконечники обращены наружу от оси, а ротор выполнен в виде кольца и охватывает статор.
Привод от коллекторных двигателей имеют следующие машины:
- мотор-компрессор КТ-6Эл, питающий тормозную систему и пневматическую автоматику — 1 шт, привод — через понижающий редуктор;
- осевой мотор-вентилятор вытяжной вентиляции кузова — 1 шт;
- шестерённый топливоподкачивающий насос — 1 шт;
- шестерённый маслопрокачивающий насос, создающий давление в маслосистеме дизеля перед пуском — 1 шт;
- мотор-вентилятор калорифера отопления кабины — 1 шт.

### Электрическое оборудование

#### Питание низковольтных цепей
Низковольтные цепи каждой секции тепловоза (в том числе цепи управления) питаются постоянным током напряжением 110 В от стартер-генератора (обозначение по схеме — СГ, тип — ПСГ) мощностью 50 кВт, приводимого во вращение от дизеля. Стартер-генератор представляет собой 4-полюсную машину постоянного тока смешанного возбуждения с самовентиляцией. Автоматическое поддержание напряжения 110 В на генераторе осуществляется бесконтактным электронным регулятором напряжения (обозначение по схеме — РН, тип — РНТ-6), изменяющим ток обмотки независимого возбуждения стартер-генератора. При остановленном дизеле или неисправном вспомогательном генераторе низковольтные цепи 110 В питаются от аккумуляторной батареи (обозначение по схеме — АБ, тип — 48ТН-450У2). На каждую секцию установлено по одной аккумуляторной батарее. Эта батарея используется и для запуска дизеля: при запуске дизеля от неё получает питание стартер-генератор, при этом он работает в режиме электродвигателя (стартера) и осуществляет раскрутку коленчатого вала дизеля.
Отключение аккумуляторной батареи от цепей 110 В секции в нерабочем состоянии тепловоза осуществляется 2-полюсным рубильником батареи (обозначение по схеме — ВБ, тип — РП24-М3). При его выключении напряжение батареи подаётся только в цепи освещения секции, цепи пожарной сигнализации, цепь контроля изоляции батареи и (от отдельного вывода батареи) – в цепи автоматической локомотивной сигнализации и радиостанции. С момента включения рубильника батареи её напряжение подаётся во все остальные цепи 110 В, кроме цепей кондиционера и двигателя компрессора (эти цепи, как наиболее мощные, питаются только от стартер-генератора). При этом включается специальный контактор нагрузки КН, который отключает цепи освещения от аккумуляторной батареи и переключает их на стартёр-генератор. Поэтому освещение секции гаснет до тех пор, пока не будет запущен дизель и на стартёр-генераторе не появится напряжение. Напряжение низковольтных цепей измеряется вольтметром типа М1611, он показывает напряжение с момента включения рубильника батареи.
После запуска дизеля система управления автоматически включает стартер-генератор в режим генератора. Для этого, если дизель заработал, после выключения контакторов пуска дизеля включается контактор регулятора напряжения КРН. Контактор подаёт напряжение 110 В на регулятор напряжения и подключает к нему обмотку независимого возбуждения стартер-генератора. Регулятор напряжения пропускает ток через обмотку возбуждения, на генераторе появляется напряжение. С этого момента напряжение от "плюса" генератора поступает:
- в цепи кондиционера и двигателя компрессора;
- в цепи освещения, которые с этого момента начинают работать от генератора;
- через диод заряда батареи ДЗБ — в основные цепи 110 В. Диод исключает разрядку аккумуляторной батареи на генератор при неработающем генераторе;
- через диод ДЗБ, сопротивление заряда батареи и рубильник батареи — на зарядку аккумуляторной батареи, а также в цепи радиостанции, АЛСН и пожарной сигнализации[19]. Ток заряда (разряда) батареи измеряется амперметром (по схеме А3), включённым в плюсовую цепь батареи через шунт[18].

Защита цепей 110 В от перегрузок и коротких замыканий осуществляется автоматическими защитными выключателями (автоматами) типа АЕ. При этом защита генератора и электродвигателя масляного насоса выполняется плавкими предохранителями, а цепь аккумуляторной батареи отдельной защиты не имеет.
Контроль за состоянием изоляции цепей 110 В относительно корпуса осуществляется с помощью вольтметра. Нормально он показывает напряжение цепей 110 В. Для проверки состояния изоляции минусовых цепей 110 В нажимают кнопку «V-», при этом вольтметр подключается к "плюсу" цепей 110 В и корпусу. Для проверки состояния изоляции плюсовых цепей 110 В нажимают кнопку «V+», при этом вольтметр подключается к "минусу" цепей 110 В и корпусу. Нормально при проверке вольтметр должен показывать нулевое значение напряжения; наличие показаний сигнализирует о пробое изоляции тех или других цепей на корпус. Состояние изоляции плюсовых и минусовых цепей, подключённых напрямую к аккумуляторной батарее, можно проверить отдельно. Для этого необходимо выключить рубильник батареи, нажать кнопку проверки изоляции батареи КПИ и кнопку «V+» либо «V-».

#### Система запуска дизеля
На тепловозах 2ТЭ116 (как и на большинстве тепловозов) применяется электрический запуск дизеля: раскрутка коленчатого вала дизеля при запуске осуществляется стартер-генератором, работающим в режиме стартера. Для этого стартер-генератор на момент запуска подключают к аккумуляторной батарее. Перед этим осуществляется автоматическая 70-секундная прокачка дизеля маслом с помощью маслопрокачивающего насоса. 
Перед запуском дизеля необходимо с помощью топливного насоса подать топливо из топливного бака в дизель. Топливный насос работает от электродвигателя постоянного тока смешанного возбуждения, получающего питание от бортовой сети 110 В. Для включения топливного насоса какой-либо секции машинист на пульте управления включает тумблер «Топливный насос 1» либо «Топливный насос 2». При этом на выбранной секции включается контактор топливного насоса КТН. Контактор подаёт напряжение 110 В на электродвигатель топливного насоса (по схеме М9). Двигатель вращает вал насоса, топливный насос начинает работать.
Для запуска дизеля какой-либо секции необходимо после включения её топливного насоса в кабине машиниста рабочей секции разблокировать блокировку тормозов, реверсивную рукоятку контроллера машиниста поставить в рабочее положение и кратковременно нажать кнопку «Пуск дизеля 1» либо «Пуск дизеля 2». При этом на выбранной секции включается контактор маслопрокачивающего насоса КМН и подаёт напряжение 110 В бортовой сети на двигатель маслопрокачивающего насоса (М10). Маслопрокачивающий насос начинает работать, прокачивая масло через дизель. Через 70 с от включения контактора КМН включается реле времени пуска дизеля РВП1. Если за это время давление масла достигло минимально допустимого для запуска дизеля (что контролирует реле давления масла РДМ3), включается блок-магнит МР6. Включаясь, он разрешает работу регулятора числа оборотов дизеля, а значит, подачу топлива в цилиндры дизеля. Одновременно с блок-магнитом включается контактор запуска дизеля Д3, который:
- включает контакторы запуска дизеля Д2 и Д1. При этом контакторы Д1 включаются на обеих секциях и подключают аккумуляторные батареи двух секций параллельно друг другу. Контактор Д2 выбранной секции подключает её стартер-генератор к аккумуляторным батареям, при этом стартер-генератор начинает работать в режиме стартера и вращать коленчатый вал дизеля. При этом дизель запускается[21];
- включает вентиль ВП7 ускорения запуска дизеля, увеличивая подачу топлива в дизель[21].

Через 7 с от момента включения контактора Д3 включается реле времени пуска РВП2, при этом:
- включается вентиль ВТН, выключая часть топливных насосов высокого давления дизеля;
- выключается контактор маслопрокачивающего насоса КМН и этот насос выключается (циркуляция маслом продолжается другим насосом с приводом от дизеля). Одновременно контактор КМН выключает реле времени РВП1 и контактор запуска дизеля Д3;
- контактор запуска дизеля Д3 выключает реле времени РВП2, вентиль ускорения запуска и контакторы запуска Д1 и Д2. Контакторы Д1 и Д2 отключают стартер-генератор от аккумуляторных батарей, прекращая раскрутку коленчатого вала дизеля.
- после выключения контакторов Д1 и Д2 включается контактор регулятора напряжения КРН. Он переводит стартер-генератор в режим генератора цепей 110 В и выключает контактор топливного насоса КТН. Топливный насос выключается, но для работы дизеля достаточно топливных насосов высокого давления[21].

Если дизель не запустился (т.е. не поднялось давление масла, что контролирует реле давления масла РДМ4), после выключения реле времени РВП2 выключится блок-магнит МР6, прекращая подачу топлива в дизель. Одновременно выключится контактор КРН, обесточивая стартер-генератор и включится контактор КТН, включая топливный насос. То же самое произойдёт, если при работе дизеля недопустимо снизится давление масла.
Для штатной остановки дизеля какой-либо секции необходимо включить тумблер «Топливный насос 1» либо «Топливный насос 2». При этом на выбранной секции выключается контактор регулятора напряжения КРН, обесточивая регулятор-напряжения, а значит, стартер-генератор. Одновременно на этой же секции выключаются вентиль топливных насосов ВТН и блок-магнит подачи топлива МР6. При выключении блок-магнита регулятор числа оборотов дизеля прекращает подачу топлива в дизель и дизель останавливается. После остановки дизеля осуществляется автоматическая 70-секундная прокачка дизеля маслом после остановки. Для этого включается контактор маслопрокачивающего насоса КМН и включает маслопрокачивающий насос. Через 70 с от момента включения КМН включается реле времени РВП1 и даёт команду на выключение контактора КМН. Масляный насос выключается, прекращая прокачку маслом. Реле времени также выключается.
Аварийная остановка дизелей обеих секций осуществляется вместе с аварийной остановкой тепловоза при нажатии кнопки «Аварийная остановка» в рабочей кабине. При её нажатии включается реле аварийной остановки РУ3 на каждой секции и включает вентиль аварийной остановки дизеля. При этом рейки топливных насосов высокого давления переключаются в положение прекращения подачи топлива и дизель останавливается. Одновременно реле РУ3 выполняет те же операции, что и тумблер «Топливный насос»: выключаются стартер-генератор и блок-магнит дизеля, а после остановки дизеля также выполняется автоматическая прокачка маслом. Для восстановления схемы необходимо выключить реле РУ3 переводом реверсивной рукоятки или рукоятки блокировки тормозов в нерабочее положение.

#### Освещение
Электрическое освещение тепловоза 2ТЭ116 выполняется светильниками с лампами накаливания. Цепи освещения каждой секции питаются постоянным током 110 В от её стартер-генератора либо аккумуляторной батареи. При выключенном рубильнике батареи цепи освещения питаются от батареи. При включении рубильника батареи (например, для запуска дизеля) включается контактор нагрузки КН, который переключает цепи освещения с батареи на стартер-генератор. Это уменьшает нагрузку на батарею. Поэтому освещение гаснет при включении рубильника батареи и снова загорается после запуска дизеля и появления напряжения на стартер-генераторе.
На передней и задней стенках каждой секции снаружи установлены по два буферных фонаря, каждый с двумя светильниками – красного и белого света. Каждым буферным фонарём управляют с помощью тумблера на 3 положения («Белый-0-Красный»).
Кабина машиниста освещается двумя лампами, с помощью тумблера их можно включить на тусклый свет (при этом лампы соединены последовательно) либо яркий свет (при этом лампы соединены параллельно). Отдельным тумблером можно включить светильник зелёного света. В кабине установлены 5 ламп для подсветки пульта и скоростемера, а также одна лампа для подсветки документов. Лампы пульта и скоростемера можно включить на тусклый либо яркий свет, в режиме тусклого света в цепь ламп включено сопротивление. Также на каждой секции предусмотрено освещение коридоров за кабиной (3 лампы), камеры электроаппаратов (3 лампы), освещение дизельного отделения (11 ламп, включая лампу подсветки водомерного стекла), холодильной камеры (2 лампы), тележек (4 лампы и 2 розетки для переносных ламп). Все перечисленные цепи освещения защищены одним общим автоматическим выключателем.
Путь и сооружения перед тепловозом освещаются прожектором, установленным в передней стенке секции под лобовыми окнами. Лампа прожектора не связана с другими цепями освещения и питается от основных цепей 110 В, поэтому её можно включить после включения рубильника батареи. С помощью двух тумблеров лампу можно включать на яркий или тусклый свет; в режиме яркого света из цепи лампы частично выводится сопротивление.

### Пневматическое оборудование

#### Компрессоры. Питание оборудования сжатым воздухом
На тепловозах 2ТЭ116 (как и на других тепловозах) для работы пневматических тормозов, электрических и других аппаратов используется сжатый воздух. Источником сжатого воздуха являются два тормозных компрессора, установленные по одному на секцию. Тормозной компрессор состоит из компрессора и электродвигателя, вращающего вал компрессора через понижающий редуктор. Электродвигатель (по схеме М7) питается постоянным напряжением 110 В от вспомогательного генератора. Тип электродвигателя — 2П2К, число полюсов — 4, возбуждение — смешанное.
Включение компрессора осуществляется автоматически после запуска дизеля и появления напряжения на вспомогательном генераторе. После окончания запуска дизеля включается контактор регулятора напряжения КРН, при этом появляется напряжение на вспомогательном генераторе. Если при этом давление в пневмосистеме ниже 7,5 атм (что контролируется пневматическим выключателем РДК), включается реле управления компрессором РУ24. Это реле включает реле времени РВ1. Реле РВ1 включает контактор двигателя компрессора КДК. Контактор подключает электродвигатель компрессора к вспомогательному генератору через пусковое сопротивление СПК; двигатель начинает вращать вал компрессора. Для облегчения запуска двигателя включается разгрузочный вентиль ВР, соединяя цилиндры компрессора с атмосферой, при этом компрессор работает на холостом ходу. С момента включения контактора КДК катушка реле времени РВ1 обесточивается, но реле остаётся включённым. Через 1,8 с реле РВ1 выключается и включает пусковой контактор компрессора КУДК. Контактор КУДК выключает пусковое сопротивление из цепи двигателя компрессора — двигатель компрессора подключается напрямую к генератору. Одновременно КУДК выключает разгрузочный вентиль ВР, при этом цилиндры компрессора отключаются от атмосферы и подключаются к пневмосистеме. Компрессор качает воздух в пневмосистему.
При давлении воздуха в пневмосистеме выше 9 атм пневматический выключатель РДК выключает реле компрессора РУ24, а оно выключает контакторы КДК и КУДК двигателя компрессора. Двигатель компрессора отключается от генератора и компрессор перестаёт накачивать воздух в пневмосистему. При снижении давления воздуха ниже 7,5 атм РДК включает реле РУ23 и процесс запуска компрессора повторяется. Для отключения компрессора на данной секции выключают тумблер ТРК «Реле компрессора», при этом реле РУ23 будет выключено постоянно и контакторы компрессора не включатся.
При работе компрессора сжатый воздух из компрессора поступает в три последовательно включённых главных резервуара, которые обеспечивает запас сжатого воздуха. Из резервуаров воздух через кран и маслоотделитель поступает в питательную магистраль (ПМ), по которой поступает к потребителям сжатого воздуха на данной секции. Нормально ПМ обеих секций соединяются друг с другом через концевые рукава, образуя единый трубопровод. Перед расцепкой секций рукава отключают от ПМ концевыми кранами с рукоятками синего цвета. Для измерения давления в ПМ к ней подключён манометр, установленный в кабине машиниста. Автоматическое включение и выключение двигателя компрессора в зависимости от давления в ПМ осуществляется на каждой секции пневматическим выключателем РДК, также подключённым к ПМ.
Для защиты от недопустимого повышения давления в пневмосистеме (например, при неисправности системы управления компрессором) между компрессором и главными резервуарами установлены два предохранительных клапана. При давлении выше 9,3—10,2 атм клапаны открываются, сбрасывая избыточное давление в атмосферу.
Из питательной магистрали каждой секции сжатый воздух поступает:
- в тормозную систему — к крану машиниста, крану вспомогательного тормоза, электропневматическому клапану автостопа; в питательный резервуар тормозной системы, к реле давления, к электроблокировочному клапану и вентилю замещения электродинамического торможения;
- к стеклоочистителям и стеклоомывателю, к звуковым сигналам и воздухораспределителям пескоподачи, приводам боковых и верхних жалюзи;
- через редуктор, понижающий давление воздуха до 5,5—6 атм — в пневмосистему аппаратов (вентили пескоподачи, электропневматические контакторы, реверсор, привод заслонки вентилятора кузова, приводы аппаратов и воздухоочистителей дизеля).

## Эксплуатация

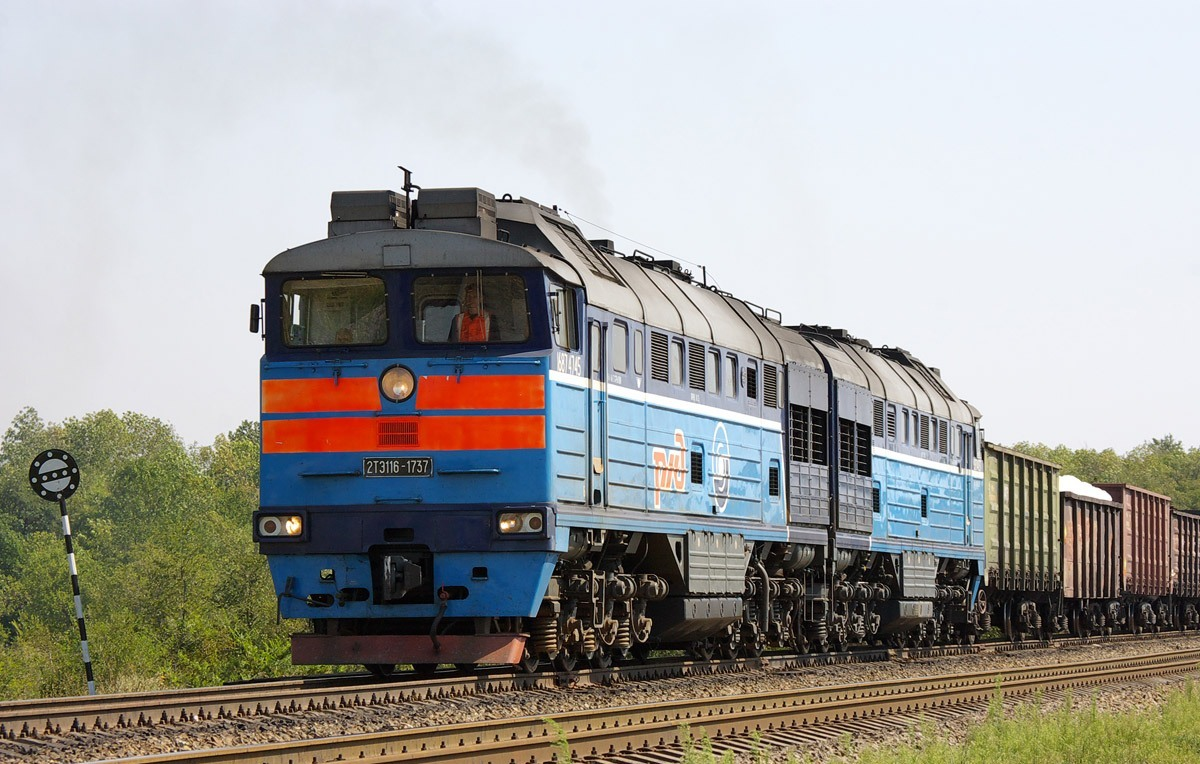
2ТЭ116-1737 с грузовым поездом, линия Белая Калитва — Лихая

Тепловозы 2ТЭ116 эксплуатируются разными компаниями (операторами) на нескольких дорогах.
ОАО «РЖД» эксплуатирует тепловозы на следующих дорогах:
- Октябрьская дорога: депо Дно (ТЧ-18), депо Великие Луки (ТЧ-31), депо Санкт-Петербург-Варшавский (ТЧЭ-14), депо Кандалакша (ТЧ-5), ООО «БалтТрансСервис»; ООО «Трансойл-Сервис»
- Приволжская дорога: депо Саратов-2 (ТЧЭ-11), М. Горький (ТЧЭ-4), Ершов, Сенная;
- Свердловская дорога: локомотивные депо Егоршино, Серов, Войновка, Сургут.
- Северо-Кавказская дорога: депо Лихая, Краснодар;
- Юго-Восточная дорога: депо Елец-Северный ТЧЭ-14), Ртищево-Восточное (ТЧЭ-2).
- Западно-Сибирская дорога: депо Карасук.

Учалинский ГОК эксплуатирует тепловозы в Челябинской области.
Орско-Халиловский металлургический комбинат эксплуатирует тепловозы в Оренбургской области.

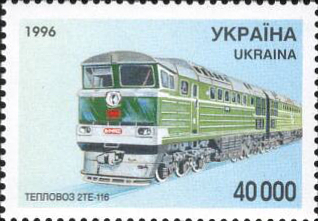
Тепловоз на почтовой марке

ПАО "ГМК «Норильский никель» эксплуатирует тепловозы на собственной Норильской дороге.
ФГУП «Крымская железная дорога» эксплуатирует тепловозы приписки ТЧ-1 Симферополь, ТЧ-2 Керчь, ТЧ-3 Джанкой.
Важнейшую роль 2ТЭ116 и 2ТЭ116У играют на линии Тюмень — Сургут — Новый Уренгой, вывозя нефтегазовую продукцию Тюменского севера (ранее 2ТЭ116 работали и в пассажирском движении, но после 2004 года были вытеснены новыми тепловозами ТЭП70, ТЭП70У, ТЭП70БС), и на Октябрьской дороге, обеспечивая вывоз грузов в балтийские порты.
ПАО «Укрзалізниця» (УЗ) эксплуатирует тепловозы на следующих дорогах:
- Южная дорога: ТЧ-12 Гребёнка (многие машины списаны и переданы), ТЧ-5 Полтава, ТЧ-6 Кременчуг, ТЧ-7 Ромны, ТЧ-9 Лозовая, ТЧ-3 Харьков-Основа;
- Донецкая дорога: ТЧ-4 Красноармейск, ТЧ-5 Сватово, ТЧ-6 Попасная, ТЧ-7 Родаково, ТЧ-10 Дебальцево-Сортировочное, ТЧ-14 Дебальцево-Пассажирское, ТЧ-16 Кондрашевская-Новая, ТЧ-17 Волноваха, ТЧ-19 Иловайск;
- Приднепровская дорога: ТЧ-1 Нижнеднепровск-Узел , ТЧ-2 Кривой Рог, ТЧ-3 Мелитополь, ТЧ-4 Пологи, ТЧ-11 Апостолово;
- Юго-Западная дорога: ТЧ-9 Дарница, ТЧ-11 Конотоп, ТЧ-4 Жмеринка, ТЧ-7 Коростень;
- Одесская дорога: Арциз, филиал ТЧ-1 Одесса-Сортировочная.

В связи с быстротекущей электрификацией УЗ тепловозы, в том числе и 2ТЭ116, в настоящее время выполняют весьма малую часть грузовой и пассажирской работы, в частности, за последние годы электрифицирован самый активный в прошлом полигон работы 2ТЭ116 — участок Харьков — Полтава — Кременчуг — Знаменка (звено линии с Урала в одесские порты), на него переброшена значительная доля грузопотока и с соседнего участка Бахмач — Ромодан — Кременчуг, где также работают 2ТЭ116. Основная работа на участке Ромодан — Кременчуг в настоящее время выполняется четырьмя вывозными 2ТЭ116 депо Кременчуг, на которых работают по графику день-ночь-48 часов закреплённые локомотивные бригады.
Тепловозы серии 2ТЭ116 также используется в Казахстане в качестве промышленного тепловоза, в частности, на Тишинском руднике в Восточно-Казахстанской области. На железных дорогах Латвии (LDZ) и Эстонии (EVR) 2ТЭ116 — основной тепловоз.
Несколько модификаций 2ТЭ116 также эксплуатируются в Узбекистане на двух горно-металлургических комбинатах. На Алмалыкском комбинате числятся 2ТЭ116, на Навоийском — 2ТЭ116 и 2ТЭ116УМ.
- Тепловоз 2ТЭ116-1040 с грузовым поездом отправляется со станции Крустпилс (Латвия)
- Тепловоз 2ТЭ116-1040 с грузовым поездом отправляется со станции Крустпилс. Слышен звук разгона дизеля
- Тепловоз 2ТЭ116-691 с грузовым поездом в движении, линия Измаил — Арциз
- Тепловоз 2ТЭ116-557 с грузовым поездом проследует перегон Льняная — Торжок
- Тепловоз 2ТЭ116-1423 с пригородным поездом "Апостолово - Днепр-Лоцманская" прибывает на ст. Сурское (Днепропетровская область)
- Сертификационные испытания трёхсекционного тепловоза 3ТЭ116У-001, перегон Кондрашевская Новая — Новосветловский (Украина)

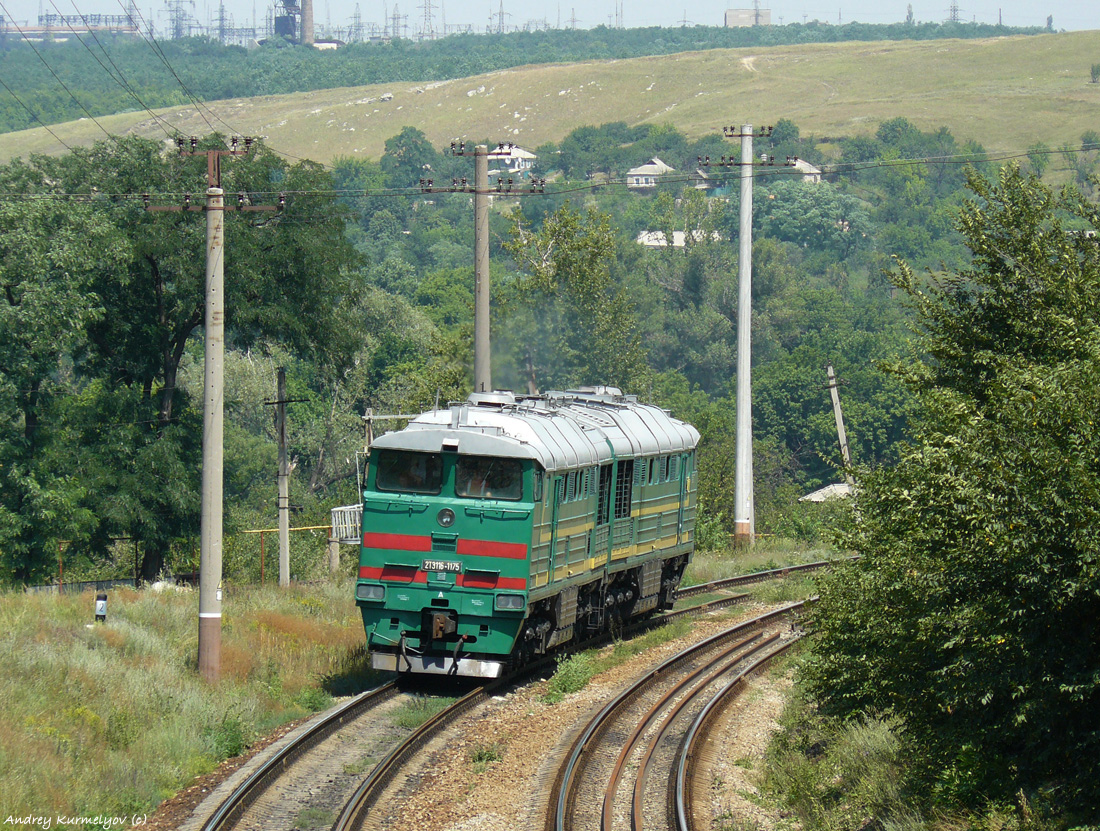
2ТЭ116-1175, перегон Первомайск — Кадиевка
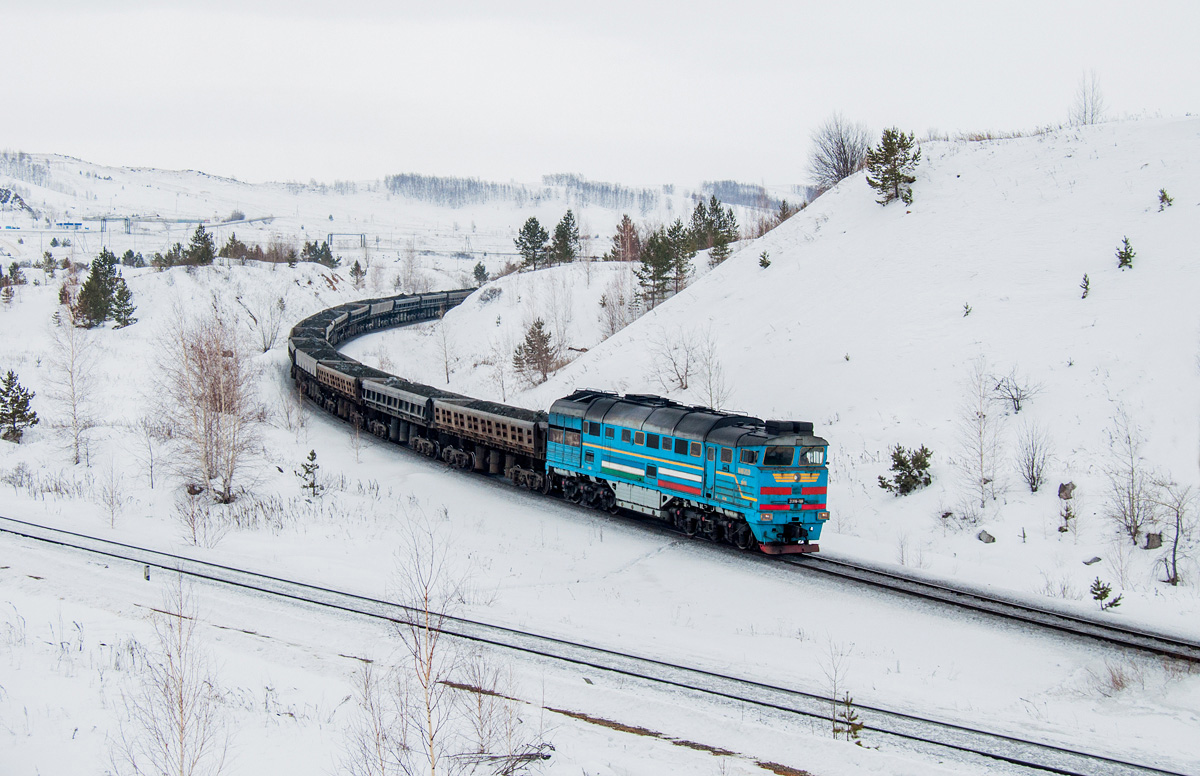
2ТЭ116-1106 с грузовым поездом, работа одной секцией
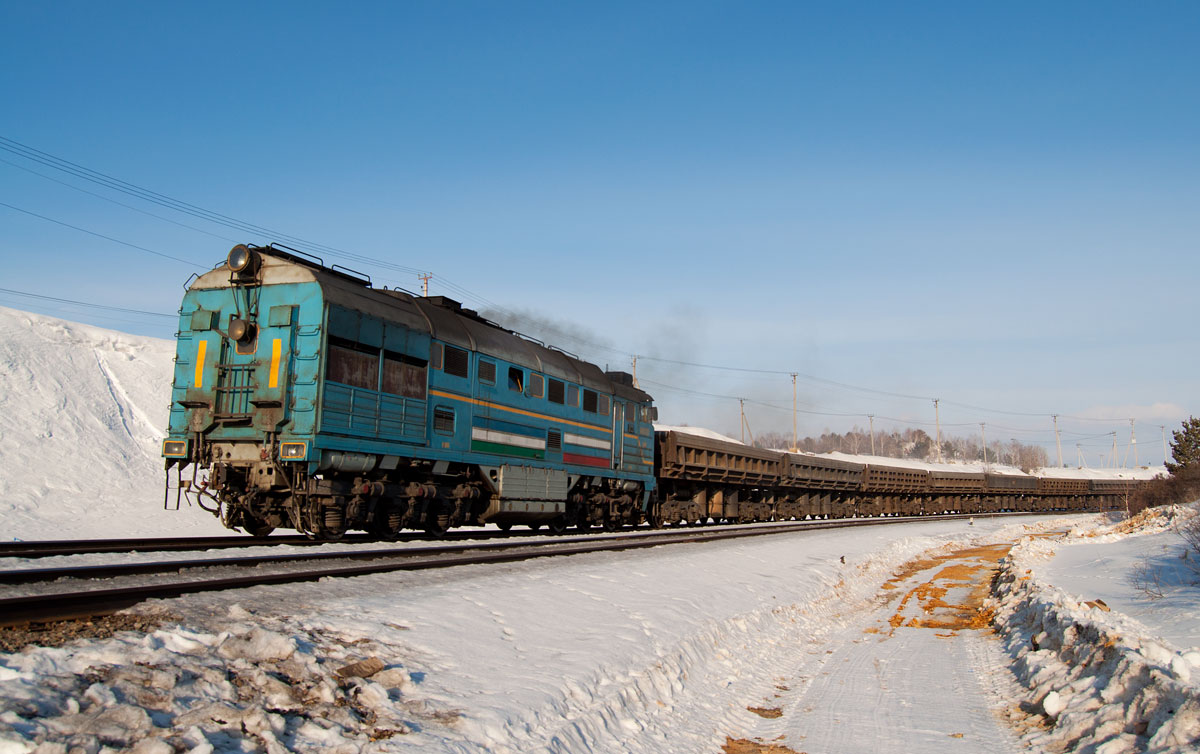
2ТЭ116-1106 с грузовым поездом, работа одной секцией (движение назад)
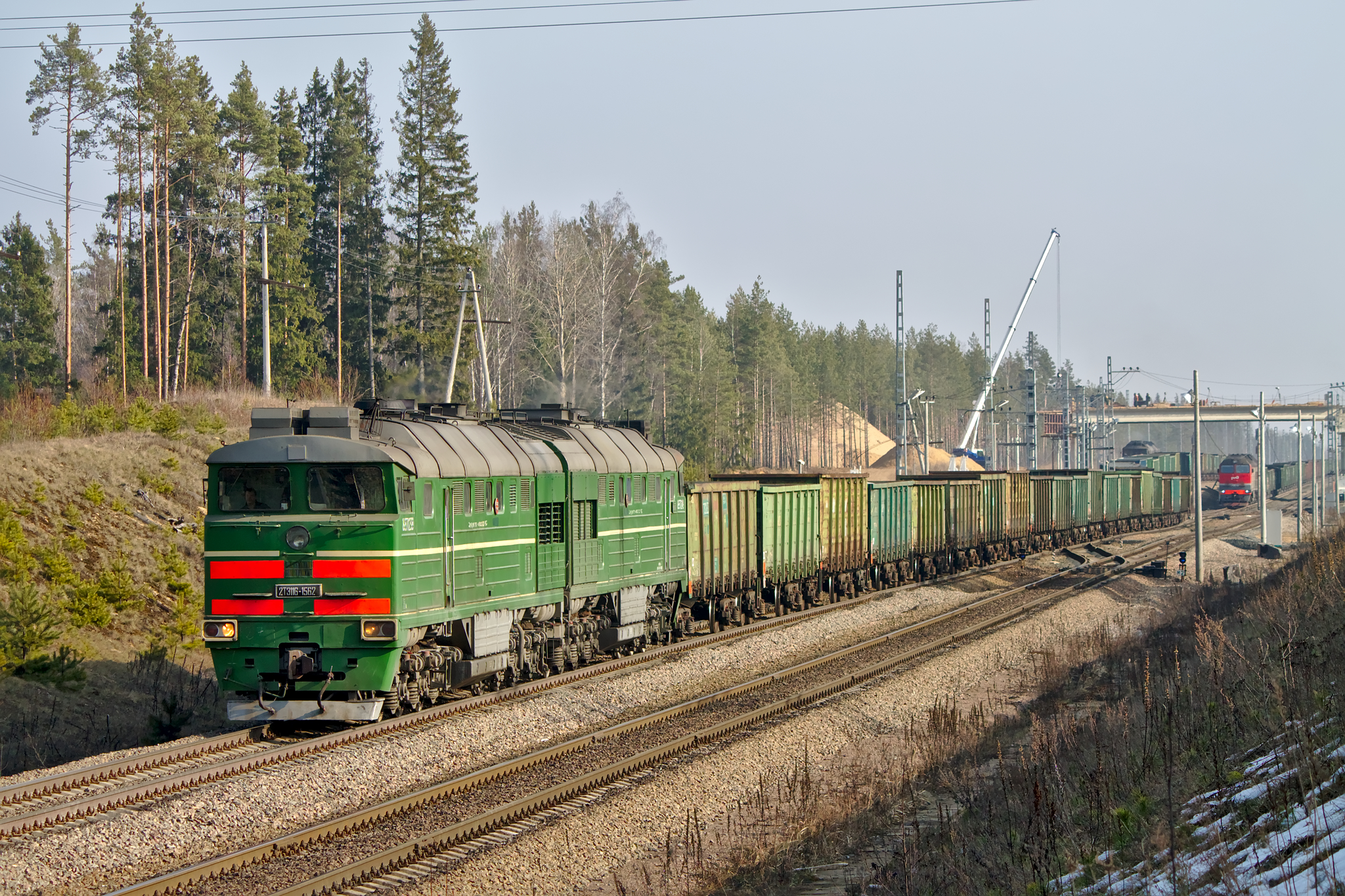
2ТЭ116-1562 с грузовым поездом, станция Котлы
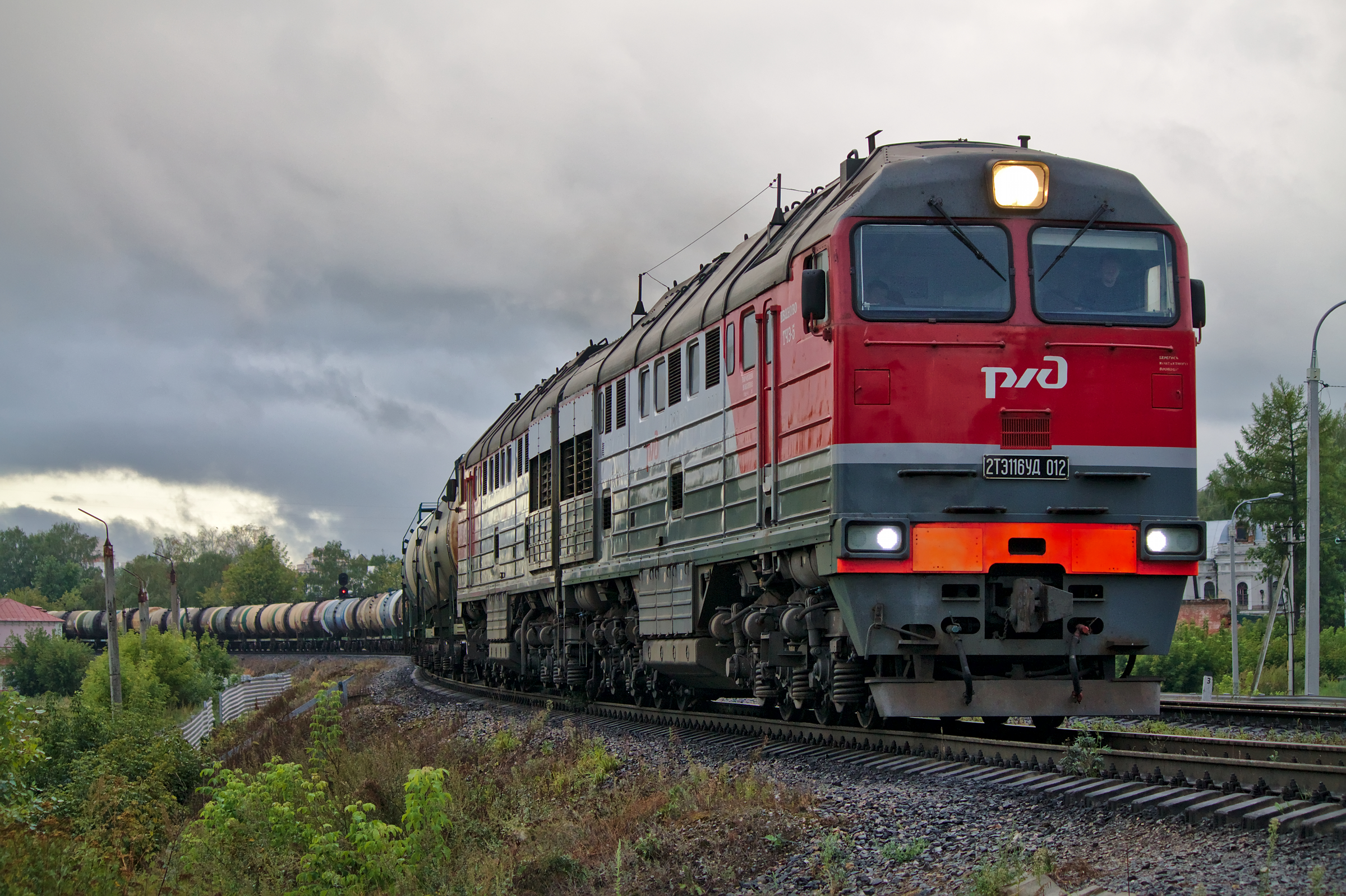
Тепловоз 2ТЭ116УД-012 с грузовым поездом, перегон Рыбинск-Пассажирский — Рыбинск-товарный

## Дизель-поезда тепловозной тяги на базе 2ТЭ116

### ДТ116
ДТ116 — дизель-поезд, состоящий из двух секций тепловоза 2ТЭ116 и нескольких вцеплённых между секциями прицепных вагонов (Пп) от электропоездов ЭР9П(-К). Сведения о формировании этих дизель-поездов приведены ниже в таблице (всего сформировано четыре поезда).
| Поезд     | Тепловоз    | Композиция | Время формирования |
| --------- | ----------- | ---------- | ------------------ |
| ДТ116-001 | 2ТЭ116-1544 | Т+6Пп+Т    | Ноябрь 1999        |
| ДТ116-002 | 2ТЭ116-1262 | Т+6Пп+Т    | Октябрь 2004       |
| ДТ116-003 | 2ТЭ116-1272 | Т+6Пп+Т    | Октябрь 2007       |
| ДТ116-004 | 2ТЭ116-1249 | Т+4Пп+Т    | Февраль 2008       |

Тепловозные секции дизель-поездов на период работы в их составе получали маркировку на табличке на месте заводской (над сцепкой) в формате ДТ-116-XXX (иногда ДТ-116-XX), где XXX (XX) — порядковый номер дизель-поезда; при этом для различения секций в одном составе сохранялись буквы А и Б, которые наносились сбоку. Вагоны получали обозначение формате ДТ-116-XXXYY, где YY — двухзначный номер вагона по составу; причём номера в пределах состава шли подряд от 01 (как чётные, так и нечётные).
Все четыре поезда этой серии были приписаны к моторвагонному депо Отрожка ЮВЖД (г. Воронеж, ТЧ-5) и эксплуатировались на линии Воронеж — Касторная (Воронежская и Курская области).
Впоследствии все составы были расформированы, а тепловозы возвращены в грузовое движение.

### ДПЛ2 и ДТЛ2
В начале 2000-х годов Луганским тепловозостроительным заводом была построена партия прицепных промежуточных и головных вагонов дизель-поездов, конструктивно схожих с вагонами электропоездов ЭПЛ2Т и ЭПЛ9Т. Для удешевления производства вместо моторного вагона в составах были использованы секции выпускавшихся тем же заводом грузовых тепловозов. Поезда, в которых использовалась одна секция 2ТЭ116 и головной прицепной вагон, получили обозначение ДПЛ2 (Дизель-Поезд Луганский, 2-й тип), а те, в которых использовались две тепловозные секции — ДТЛ2 (с Тепловозными секциями).
У поездов ДПЛ2 в составе имелся один прицепной головной вагон (Пг) и три прицепных промежуточных (Пп), а у ДТЛ2 — три либо четыре вагона Пп. Все шесть поездов серии ДПЛ2 приписаны к депо Родаково Донецкой железной дороги, а четыре поезда ДТЛ2 — к депо Дебальцево-Пассажирское Донецкой железной дороги. Данные по распределению секций тепловозов по номерам составов указаны в таблице:
| Состав           | ДПЛ2-001     | ДПЛ2-002     | ДПЛ2-003     | ДПЛ2-004     | ДПЛ2-005     | ДПЛ2-006     |
| ---------------- | ------------ | ------------ | ------------ | ------------ | ------------ | ------------ |
| Секция тепловоза | 2ТЭ116-1188А | 2ТЭ116-1188Б | 2ТЭ116-1257А | 2ТЭ116-1257Б | 2ТЭ116-1256А | 2ТЭ116-1256Б |

## Ремонтные заводы

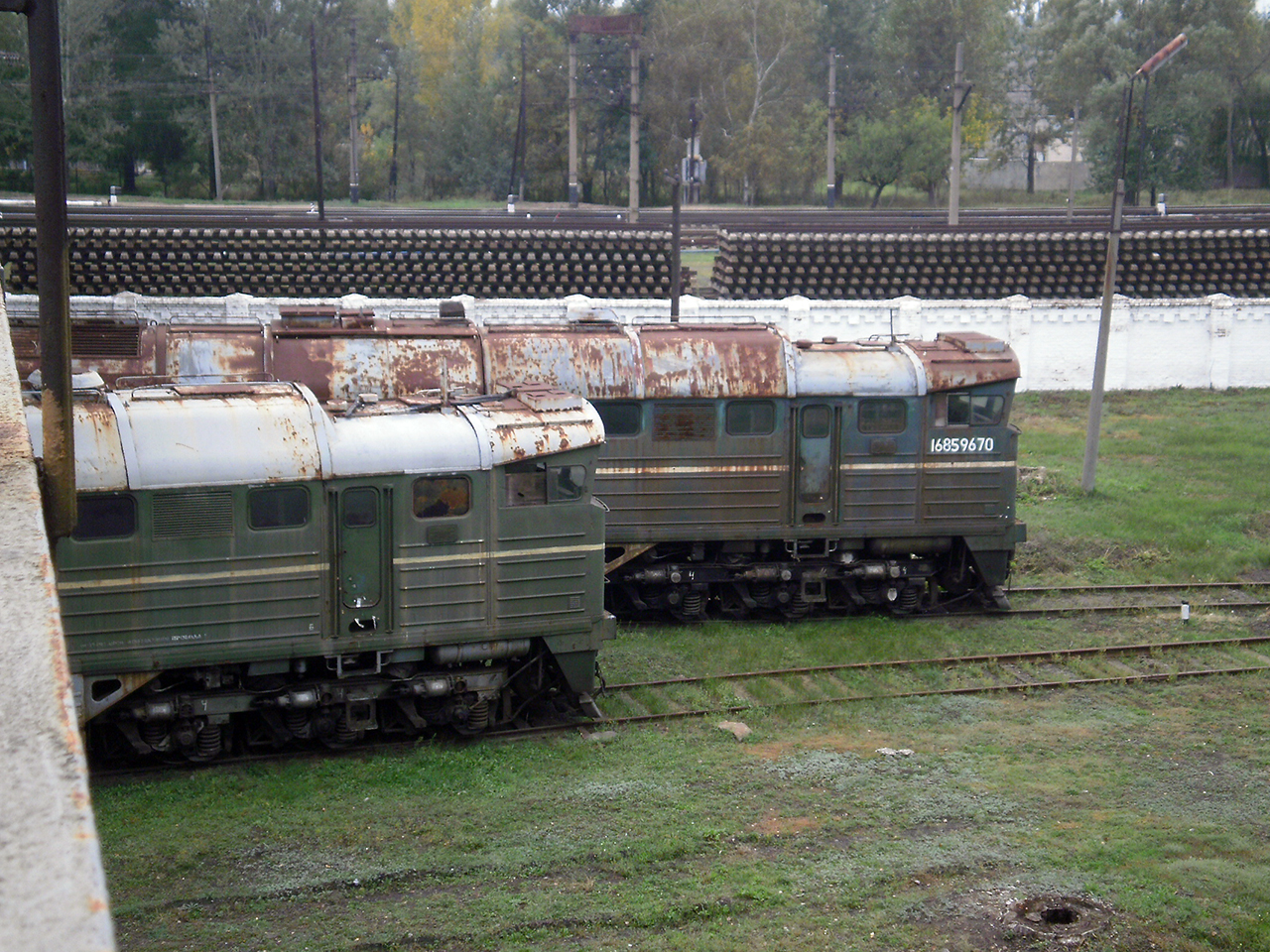
Старые тепловозы на Изюмском ТВРЗ

- Оренбургский локомотиворемонтный завод
- Воронежский тепловозоремонтный завод
- Даугавпилсский локомотиворемонтный завод
- Днепропетровский тепловозоремонтный завод
- Изюмский тепловозоремонтный завод
- Полтавский тепловозоремонтный завод
- Ташкентский тепловозоремонтный завод